# 川崎フロンターレ
川崎フロンターレ（かわさきフロンターレ、英: Kawasaki Frontale）は、日本の神奈川県川崎市をホームタウンとする、日本プロサッカーリーグ（Jリーグ）に加盟するプロサッカークラブ。

## 概要
1955年に富士通サッカー部として創部。1997年にJリーグ準会員に承認され、1999年にJリーグへ加盟。ホームスタジアムは中原区の等々力陸上競技場、練習場は麻生区の川崎フロンターレ麻生グラウンド。最前線で挑戦し続ける開拓精神を基軸としており、クラブ名も「フロンティアスピリッツ」が由来としている。エンブレムは川崎市の花つつじ、チームマスコットのイルカ、チームカラーをあしらい、世界に向けて開かれた活力と、魅力ある臨海都市川崎をシンボライズしたマークである。クラブマスコットは先進技術やスピードをモチーフとしているふろん太、カブレラ、ワルンタ。
呼称に関しては、川崎市をホームタウンとするクラブで、Jリーグ公式サイトやDAZNのテロップ表記では「川崎F」の略称を用いている。Jリーグ創成期に東京ヴェルディ1969が等々力陸上競技場を本拠地とし、チーム呼称を「ヴェルディ川崎」としていた名残による物である。ただし、一部のスポーツ新聞（スポーツニッポン・日刊スポーツなど）を除き新聞のスコアテーブルなどでは「川崎」とだけ表記している。

## 歴史

### 前史
1955年に創部された「富士通サッカー部」が前身であり、1972年に日本サッカーリーグへ昇格、1992年からジャパンフットボールリーグ（旧JFL）へ参加。1996年に「富士通川崎フットボールクラブ」へ改称し、11月21日に運営会社となる「富士通川崎スポーツマネジメント株式会社」を設立。
1997年にJリーグ準会員となり、名称が公募によって川崎フロンターレと決定された。

### 1997年 - 1998年 (JFL)

#### 1997年

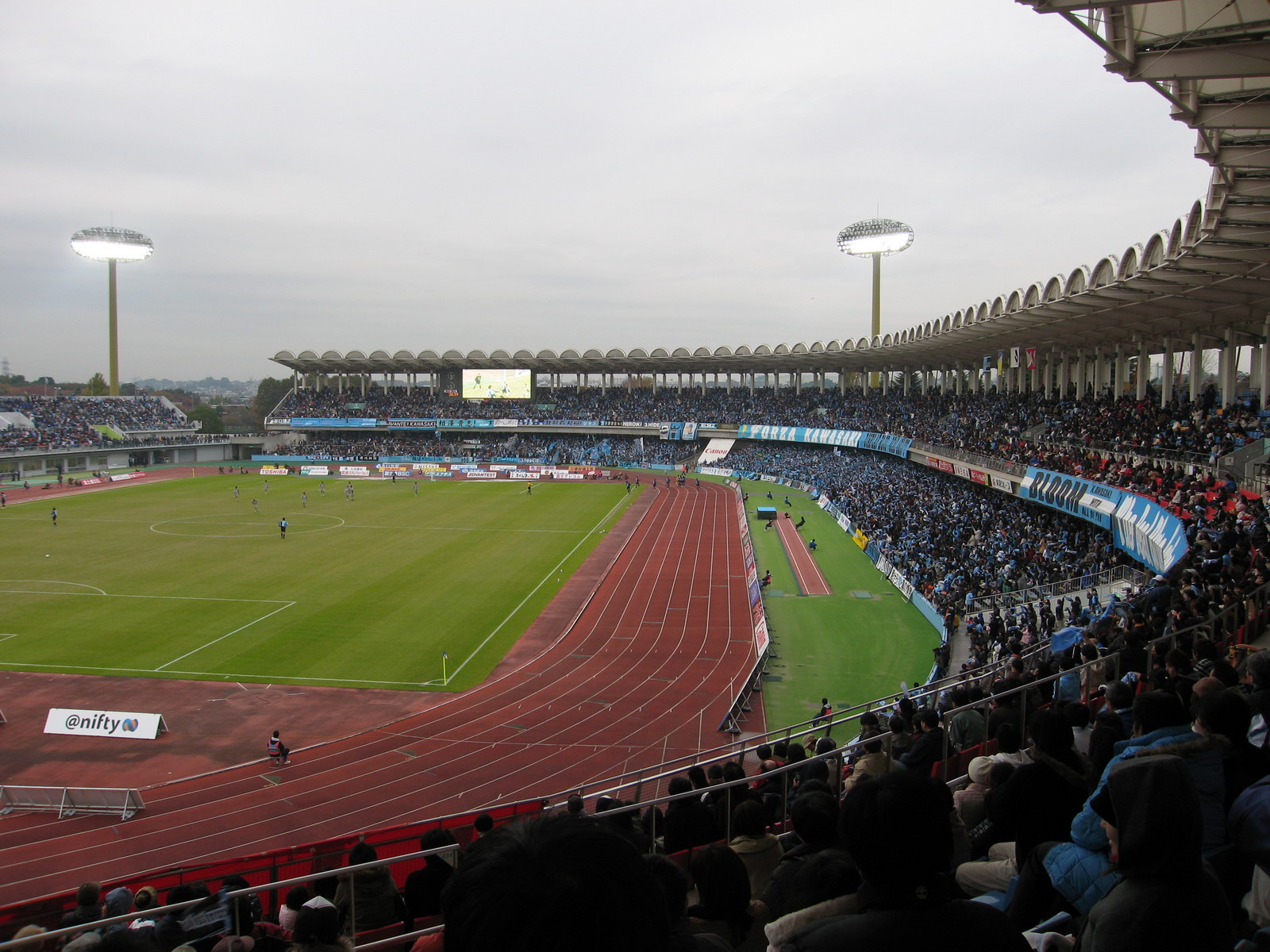
川崎フロンターレ試合風景 (2006年11月26日)

Jリーグ昇格条件の2位以内を目指すため、小浜誠二が事実上の責任者となる常務に就任。監督を富士通社員の城福浩からプロ契約の斉藤和夫へと交代し、選手では名古屋の中西哲生、平塚のベッチーニョ、横浜Fの桂秀樹、清水の向島建、横浜Mの小泉淳嗣等を獲得。
ブラジルのグレミオとの業務提携も発表した。現在のチームカラーが水色と黒なのは、グレミオのチームカラーを模した名残である。
最終成績は3位となり、勝ち点1差でJリーグ昇格を逃した。

#### 1998年
ベットが監督に就任。鹿島から鬼木達が加わり、ヴァルディネイやツゥットなどのブラジル人FWが活躍した。前年は桐光学園高校からの新入団直後にグレミオにサッカー留学していた佐原秀樹も試合に出場し、社員選手でも川元正英や久野智昭がレギュラーでプレーした。準優勝となったが、J1参入決定戦1回戦の福岡戦でVゴール負けを喫し、Jリーグ ディビジョン2 (J2) への参入が決まった。

### 1999年 (J2)
ベット体制2年目。元日本代表の岩本輝雄を獲得して同時に主将に据えた。リーグ戦は開幕3連敗でスタートし、第5節のヴァンフォーレ甲府戦に勝利した後、ベットを監督から解任。Jリーグカップ1回戦のG大阪戦 を挟み、第6節、4月18日の札幌戦から松本育夫に監督が交代した。松本に反発した岩本はやがてチーム構想から外されたが、岩本に代わって主将に就任した中西の起用や柏から途中加入したDF森川拓巳などが守備を安定させ、攻撃面ではブラジル人のティンガが活躍した。松本就任後のチームは順調に勝ち点を伸ばし、7月30日・第19節の大宮戦に勝利して首位に立ち、11月5日の鳥栖戦（等々力）に勝利し、J1昇格条件のJ2の2位以内が確定。11月8日にJ2優勝も決めた。
前年のJ1参入戦に続くこの年の戦いは中西が自身のホームページで日記として書き続け、シーズン終了後に『魂の叫び J2聖戦記』として出版された
この年の開幕戦にチーム初のマスコットとしてふろん太を発表。5月には練習場が富士通南多摩グラウンドから、川崎市麻生区片平にある麻生グラウンド（旧・大東学園高等学校グラウンド）に移転。市内全体での広報活動を強化し、川崎市も市民後援会を発足させた。

### 2000年 (J1)
松本が監督を退いて社長となり、後任としてヘッドコーチのゼッカが監督に就任。鹿島から奥野僚右、鈴木隆行、マジーニョ、鬼木達（再移籍）などを獲得。パラグアイ代表MFアルバレンガ、元日本代表FW森山泰行等が加入した。
シーズン途中にヘッドコーチの今井敏明が後任の監督に就任。第15節（最終節）のC大阪戦では我那覇和樹の得点と浦田尚希が延長Vゴールを決め、2 - 1で勝利してC大阪の優勝を阻止した 1stステージは16チーム中15位で終えた。シーズン2度目の監督交代で小林寛が就任した。ナビスコ杯決勝では鹿島に敗れて準優勝。リーグはJ2降格が決定した。
シーズン後には、監督小林の他、ゼネラルアドバイザー・杉本、社長・松本、副社長・小浜、奥野僚右、中西などがクラブを退団した。

### 2001年 - 2004年 (J2)

#### 2001年
ヴェルディ川崎が調布に移転したことで、川崎唯一のJ1チームとなった。
堀井美晴を監督、ピッタをコーチに迎え、前年にサンパウロFCから札幌へレンタル移籍していたエメルソンを完全移籍により獲得した。7月14日の第20節・甲府戦に引き分けた時点で8位。堀井を監督から解任し、石崎信弘を新監督に迎えた。新人DFの伊藤宏樹は出場停止の最終節を除く43試合に出場した。
シーズンは7位。第81回天皇杯はベスト4。
クラブ体制自体も一新され、富士通サッカー部のマネージャーや日本サッカーリーグの運営委員、富士通本社の部長などを務めてきた武田信平が前年12月から社長に、強化本部長(GM)に元富士通サッカー部監督の福家三男、強化部長に同サッカー部の元選手である庄子春男が就任し、福家と庄子が強化責任者となった。運営面では地域社会との関係強化が図られ、運営会社の商号が「株式会社川崎フロンターレ」へ変更され、川崎市や他企業、およびサポーター持株会などからの資本を受け入れた。また、クラブによる従来のファンクラブと、川崎市が組織していた川崎市民後援会が統合された。

#### 2002年
石崎体制2年目。ベンチーニョ、マルキーニョや途中加入のマーロン、アレックスなどのブラジル人選手が攻撃を担った。リーグ戦は4位。第82回天皇杯はベスト8。
新加入の岡山一成は試合後にバックスタンドの前でサポーターからメガホンを借り、ビールケースの上に乗って観客に対する「マイクパフォーマンス」を度々行った。これは「岡山劇場」と呼ばれ、クラブ・チームとファン・サポーターの一体化に大きく貢献し、岡山の退団後もクラブの伝統として他選手や来賓・ゲストなどに引き継がれた。

#### 2003年
石崎体制3年目。ブラジルのSEパルメイラスから獲得したFWジュニーニョが我那覇和樹とともに前線で活躍、また鹿島から移籍したDFアウグストも攻守にわたりチームをまとめ上げた。大宮からFWバルデスを獲得したが、シーズン途中に退団した。日本人の新加入選手では、大分からMF山根巌、中央大学からMF中村憲剛などが加わった。
リーグ最多の88得点、リーグ最少の7敗ながらリーグ最多タイの13引き分けと、最終的には2位と勝ち点1差の3位に終わり、J1昇格に失敗した。シーズン終了後にチームから、石崎の契約満了が発表された。第83回天皇杯ではベスト16に進出し、2回戦の国見高校戦（等々力）の後には選手やサポーターによる石崎の胴上げが行われた。

#### 2004年
チームスローガン：「Mind-1 勝点1への執念―こころ1つにJ1へ。」
関塚隆が監督に就任。鹿島からDF相馬直樹、新潟から2年連続でJ2リーグ得点王のマルクスを補強した。リーグ戦では開幕直後から首位を独走し、9月26日・第36節の水戸戦（笠松）でマルクスの2ゴールにより2 - 1で勝利してJ2の2位以内によるJ1昇格が決まり、続く10月2日・第37節の横浜FC戦（等々力）にも勝利して5年ぶり2度目のJ2優勝が確定。シーズン最終成績も当時のJ2としては史上最多となる勝ち点105、2023年現在でもJ2のシーズン最多である得点104と、昇格後に設定した「ダブル・トリプル」の目標を達成。2位の大宮に当時としては最多となる18の勝ち点差をつけてJ2を制した。また、ジュニーニョは37得点を挙げてJ2得点王を獲得した。第84回天皇杯ではベスト16に入った。なお、この年のスローガン「Mind-1」は、2011年からの東日本大震災復興支援活動や、2024年の「Mind-1 NEXT」で再び利用されている。

### 2005年 - (J1)

#### 2005年
チームスローガン：「FRONTALE FORTISSIMO -強く激しく!!-」
関塚体制2年目。地域密着に更に力を入れるため、エンブレムからFUJITSUの企業名をはずす。
現有戦力をベースにし、若干名の補強選手を加えて臨んだが、終盤戦ではチーム新記録となる6連勝を記録。また、川崎市出身のDF箕輪義信が日本代表に選出された。鹿島、千葉、柏、東京V、磐田、名古屋から初勝利を挙げ、シーズン成績は8位となり、J1残留を果たした。天皇杯は2年ぶりにベスト8へ進出した。

#### 2006年
チームスローガン：「Challenge the Future」
関塚体制3年目。アウグストが退団、相馬・久野が現役を引退。マルコンを獲得。開幕となる新潟戦で我那覇和樹が日本人初の開幕戦ハットトリック などにより6 - 0、第2節の京都戦でもジュニーニョのハットトリックを含む7 - 2で勝利、開幕2試合で13得点のJリーグ新記録を打ち立てて好スタートを切り、2006 FIFAワールドカップ前の中断期間を暫定ながら首位で折り返した。中断期間中にマルクスが東京Vに移籍した一方、MFマギヌンを獲得した。
W杯終了後に日本代表に我那覇、続いて中村憲剛がそれぞれ初招集された。
リーグは2位。ジュニーニョ、我那覇、中村、谷口博之の4選手がリーグ戦で2桁得点を挙げ、シーズン84ゴール（リーグ1位）と前年にJリーグを制したG大阪が持っていた82ゴールを上回り、2回戦総当たりになった1996年以降では2位、延長戦が廃止された2003年以降のJ1シーズン最多得点記録となった。中村と谷口はJベストイレブンに選出。
前年の天皇杯で優勝し、既にAFCチャンピオンズリーグ (ACL) 出場権を得ている浦和がリーグ優勝を達成した為、規定によりAFCチャンピオンズリーグ2007への出場権を獲得した。

#### 2007年

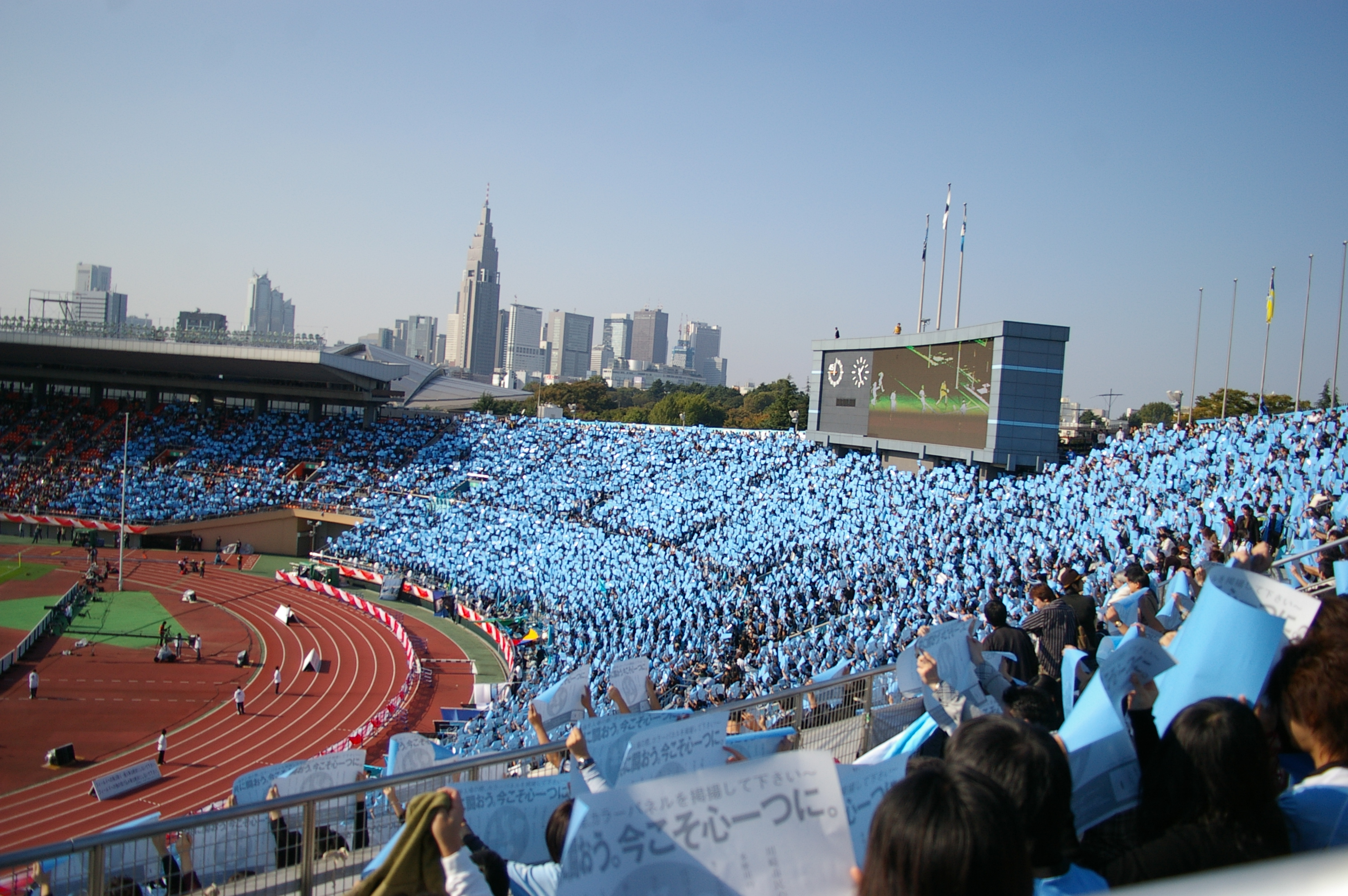
ナビスコカップ決勝時のコレオグラフィー

チームスローガン：「One for Goal, Goal for One」
関塚体制4年目。シーズン前の練習試合で新加入のフランシスマールが左膝靱帯断裂の重傷を負った。
4月21日に埼玉スタジアム2002で行われた第7節では、浦和のホーム連続不敗のJリーグ記録を25試合で止めた。
4月23日、我那覇和樹が試合後に受けた疲労回復の静脈注射（点滴）がJリーグのドーピング（禁止薬物使用）規定違反と認定され、自粛期間を含めて公式戦6試合の出場停止、チームにも1000万円の罰金が課された。2008年にスポーツ仲裁裁判所で審理される事になったが、仲裁の結果は我那覇にドーピングの事実が認められないとされ、かつ、Jリーグ側に仲裁費用の負担を求める異例の裁定となった。
名古屋から獲得したGK川島永嗣は全34試合フル出場。プロ2年目の鄭大世が12得点し、ジュニーニョは22得点で得点王に輝き、リーグ2位の計66得点を挙げた。5位でシーズンを終了した。
AFCチャンピオンズリーグ2007は、グループリーグF組を1位で通過したが、準々決勝でセパハンにPK戦で敗退した。
また、9月23日のJ1第26節・柏戦（柏）で、セパハンとの第1戦から先発選手8人を入れ替えて臨んだ。Jリーグ専務理事（当時）の犬飼基昭 は「ベストメンバーの出場を求めた自分達への背信行為であってサポーターへの裏切り行為だ」と怒りを顕わにしたが、川崎側は当該試合の前にJリーグ事務局へ予めベストメンバー規定に抵触していない旨を事前確認していた。また犬飼の発言を受け、サポーター団体はクラブの選手起用を支持する弾幕を提示した。
ナビスコ杯は決勝でG大阪に敗れて準優勝。天皇杯はベスト4。
AFCアジアカップ2007に中村および川島が日本代表に選出。中村は決勝まで5試合連続で先発起用された。また、代表候補合宿には森勇介と黒津勝も初招集された。FW鄭大世も北朝鮮代表に初選出され、東アジアサッカー選手権2008予選大会で3試合8得点で得点王となり、翌年2月の本大会進出に貢献した。

#### 2008年
チームスローガン：「With 12 (supporters) 」
関塚体制5年目。MFマギヌンが名古屋へ移籍。東京Vへ期限付き移籍していた吉原慎也、フッキらがチームに復帰し、千葉より山岸智を獲得。また、青山学院大学からMF田坂祐介、駒澤大学からMF菊地光将、早稲田大学からDF横山知伸、下部組織よりトップチームへ昇格のDF吉田勇樹らが加入。
起用法を不満としたフッキが4月2日に退団、東京Vへ完全移籍した。罹患していた持病の不整脈の悪化もあり、関塚が検査入院のため離脱。同月24日に監督を辞任。ヘッドコーチの高畠勉が監督に昇格した。
一方、5月27日には我那覇和樹が、スポーツ仲裁裁判所 (CAS) にJリーグが科した処分（ドーピング禁止規定違反）の取り消しを求めた問題で、スポーツ仲裁裁判所は我那覇の訴えを認める裁定を下した（ただし、Jリーグ側は誤訳を盾に我那覇本人、及び当時のチームドクターへの正式な謝罪は未だ行われていない）。
6月21日には箕輪義信を札幌へ期限付きで放出し、7月8日にはサントスFCのMFヴィトール・ジュニオールを期限付移籍で獲得。7月29日にはFW都倉賢を草津に期限付きで放出、8月5日にはサントスのFWレナチーニョを期限付き移籍で獲得した。
8月に川崎フロンターレ後援会の会員数が初の2万人を突破。また、この頃から等々力陸上競技場の老朽化及び混雑に対し、競技場の全面改修を求める請願書の提出の一環として、シーズン終盤に10万筆目標の署名活動を行った（最終的に15万4020筆を集め、2月18日に川崎市へ提出）。
リーグは準優勝でシーズンを終え、AFCチャンピオンズリーグ2009の出場権を獲得した。

#### 2009年
チームスローガン：「ONE STEP」
関塚が再び監督に、高畠は再びヘッドコーチに就任した。
我那覇と箕輪がそれぞれ神戸、札幌に完全移籍し、原田拓が熊本へ、大橋正博がKリーグ江原へ、レンタル移籍だった都倉賢、西山貴永が完全移籍。前年に東京Vのレンタル移籍から復帰した吉原慎也が磐田へ再度レンタル移籍した。FC東京にレンタル移籍していた佐原秀樹のレンタル期間が1年延長された。
主な補強はC大阪へ期限付き移籍していた相澤貴志の復帰、新戦力として、特別指定選手として2004年・2005年に所属していた清水の矢島卓郎を完全移籍で獲得、レンタル移籍だったヴィトール・ジュニオールを完全移籍で獲得。
ナビスコカップは準優勝。この決勝戦後の表彰式において、一部選手が首にかけて頂いた準優勝メダルを外すといった行動 をとった。これを受けて、クラブ側は謝罪、準優勝賞金5000万円の自主返還、社長ら役員3人の減俸、森勇介の最低1試合の出場停止などの処分を発表した。Jリーグ側は賞金返還をホームタウン活動への使用を提案。サッカーボールや図書、少年サッカーチームへのビブスなどの物品の他、残額は全て川崎市への寄付とされた。
リーグは準優勝。関塚が監督を辞任した。
12月26日に『公益のため多額の私財を寄附した』功に対して、日本政府より褒状を受けた。

#### 2010年
チームスローガン：「+α -Plus ALFA-」
監督にヘッドコーチの高畠勉が就任。U-18で指導に当たっていたクラブOBの鬼木達がトップチームコーチに就任。
横浜FMから小宮山尊信が完全移籍、スタッド・レンヌから9年ぶりのJリーグ復帰となる稲本潤一を獲得。佐原秀樹がFC東京への期限付き移籍から2年ぶりに復帰した。村上和弘が大宮へ移籍。吉原慎也が退団（のち柏に加入）、山岸智や、養父雄仁、久木野聡・杉浦恭平などがそれぞれ期限付き移籍した。
2010年のACLは予選敗退。
2010 FIFAワールドカップ日本代表に川島永嗣、稲本潤一、中村憲剛の3人が選出され、川島は日本の全4試合にフル出場し、ベスト16進出に貢献した。また稲本が2試合、中村が1試合出場した。北朝鮮代表には鄭大世が選出された。
W杯終了後の7月、川島がベルギー1部のリールセSKへ、鄭がドイツ2部のVfLボーフムへ移籍。レナチーニョが高畠の采配に不満を訴え、練習ボイコットからブラジルへ無断帰国し、8月末にポルトガル1部のポルティモネンセへ期限付き移籍した。
川島の穴を相澤貴志が埋めた一方、鄭の穴を埋めるには至らず、5位でシーズンを終了。高畠はシーズン終了後に監督を退任した。

#### 2011年
チームスローガン：「挑 -いどむ-」
この年からユニフォームサプライヤーがプーマに変更。
町田元監督の相馬直樹が監督に就任。DF森勇介が東京V、谷口博之が横浜FM、植草裕樹がレンタル移籍先の山形、木村祐志が北九州へそれぞれ移籍した。
横浜FMから山瀬功治と田中裕介、東京Vから柴崎晃誠、U-21代表の實藤友紀ら6人の新人選手が加入した。
強化本部長には福家が退任し、庄子春男が就任した。
7月23日（第6節）の新潟戦から9月11日（第25節）の神戸戦までリーグ8連敗を喫した。9月17日（第26節）の山形戦に勝利して、連敗を止めた 。リーグは11位。
同年3月11日に発生した東日本大震災に対する復興支援活動として、フロンターレは「Mind-1」キャンペーンとしての支援活動を開始し、津波で甚大な被害を受けた岩手県陸前高田市などへの物資提供などを開始し、翌年以降も継続した（地域密着の項目を参照）。
4月23日のリーグ再開初戦、仙台戦はJクロニクルベストの「ベストマッチ (10試合) 」、J30ベストアウォーズの「ベストマッチ (1試合) 」にも選ばれた。

#### 2012年
チームスローガン：「一体感」
相馬体制2年目。ジュニーニョが鹿島へ完全移籍したほか、相澤貴志 が町田に、横山知伸がC大阪に、菊地光将が大宮に、久木野聡が栃木SCに完全移籍、棗佑喜が栃木SCに、薗田淳が町田にレンタル移籍、松本拓也がレンタル移籍期間満了につき湘南に復帰、昨シーズン甲府にレンタル移籍していた養父雄仁が熊本へ完全移籍、吉田勇樹が現役を引退し、スクール・普及コーチに就任した。
補強は、湘南から西部洋平、C大阪から小松塁、京都から森下俊を完全移籍で、コリチーバFCからレナト、ジェシ、グレミオからレネ・サントスをレンタル移籍で獲得、2年間愛媛にレンタル移籍していた杉浦恭平が復帰した。
4月11日に相馬を解任した。望月達也が監督代行し、同月23日、筑波大監督の風間八宏が監督に就任した。7月1日に風間監督の長男である風間宏希と次男の風間宏矢が入団し、Jリーグ史上初めて同時に父が監督、息子が選手として所属した。
リーグは8位。
本拠の等々力が大型改築に入った。

#### 2013年
チームスローガン：「Wing - 勝利に向かって進み続ける」
風間体制2年目。黒津勝が横浜FC、山瀬功治が京都、楠神順平がC大阪、小松塁が大分に、昨シーズン途中から古巣の東京Vに期限付き移籍していた柴崎晃誠が徳島へそれぞれ完全移籍。同じくシーズン途中から栃木SCへ期限付き移籍していた田中雄大が鳥取に、杉浦恭平が神戸へ、安藤駿介が湘南へ、森下俊が横浜FCへ期限付き移籍した。
補強では横浜FMから森谷賢太郎、札幌から山本真希、G大阪から中澤聡太、神戸から大久保嘉人、東京Vから新井章太を、新外国人としてパトリックを獲得。棗佑喜と薗田淳が期限付き移籍から復帰した。風間の強い要望でトレーニングコーチとして西本直が入閣した（5月に一身上の都合で退団）。
ナビスコカップでは、2010年以来3シーズンぶりに決勝トーナメント進出を果たした。準決勝の浦和戦は2戦合計3-3アウェーゴール数の差で敗退した。
Jリーグでは開幕から6戦勝ちなしと苦しいスタートとなったが、7節から17節は僅か2敗で8勝1分で前半を折り返すと、後半戦も3試合勝ちなしから持ち直して最後8試合は7勝1敗で締めくくり、最終節で対戦した横浜FMとの神奈川ダービーを1-0で勝利。横浜FMの優勝を阻止し、共に敗れた3位の鹿島と4位の浦和を抜いて3位に入りAFCチャンピオンズリーグ2014出場権を獲得した。
天皇杯では高知大学、東京V、山形に順調に勝ち進み、ベスト8で鳥栖に延長戦の末敗れた。

#### 2014年
チームスローガン：「OURS - 勝利を掴み取る」
風間体制3年目。伊藤宏樹が現役を引退、風間宏矢が大分、矢島卓郎が横浜FM、棗佑喜が松本、風間宏希が北九州へ、薗田淳が札幌、鳥取へ期限付き移籍していた田中雄大が水戸へ完全移籍、高木駿が千葉へ期限付き移籍、アラン・ピニェイロ、ロブソンが期限付き移籍期間満了、谷尾昂也（鳥取）杉浦恭平（神戸）が期限付き移籍先に完全移籍、昨年横浜FCに期限付き移籍していた森下俊は磐田に期限付き移籍した。
補強は、大分から森島康仁、横浜FCから武岡優斗を完全移籍で、栃木からパウリーニョ、大宮から金久保順を期限付き移籍で獲得、安藤駿介が期限付き移籍から復帰、昨年途中に特別指定選手として登録された筑波大学のMF谷口彰悟、阪南大学のMF可児壮隆が入団した。
2014年のACLでは3回目の決勝トーナメント進出を決めた。決勝トーナメントでは前年のファイナリストであるFCソウルと対戦しトータルスコア4-4だったものの、アウェーゴールの差でベスト16。天皇杯は3回戦で愛媛FCに敗れる。ナビスコカップは小林が代表招集され準決勝のG大阪に2戦合計4-5で敗れ、ベスト4。リーグ戦では15節から26節までは当時首位だった浦和を破る等僅か2敗で突き進みACL圏内の順位で推移していたが、鬼門だった新潟市のデンカビッグスワンスタジアムでは相変わらず勝てず、当時残留争いを強いられていた甲府や清水に2試合連続で逆転負けしたのに加え、その清水戦で主将の中村が右足関節捻挫で離脱したのも重なり、27節からの8試合で2勝1分け5敗と急失速してしまい6位。

#### 2015年
チームスローガン：「ATTRACTIVE -  目指すところはーつ」
風間体制4年目。田中裕介がオーストラリアのウエスタン・シドニーへ、稲本潤一が札幌へ、杉山力裕が清水へ完全移籍、福森晃斗が札幌へ、可児壮隆が湘南へ、森島康仁が磐田へ、中澤聡太がC大阪へ期限付き移籍、パウリーニョ、ジェシ、金久保順が期限付き移籍期間満了につき退団した。また高木駿、森下俊の期限付き移籍期間が延長した。
補強は、仙台から角田誠、大宮から橋本晃司、松本から船山貴之、C大阪から杉本健勇、徳島から松井謙弥を完全移籍で、アメリカFCからエウシーニョを期限付き移籍で獲得。ユースから板倉滉、三好康児が昇格し、昨年途中に特別指定選手として登録された筑波大学の車屋紳太郎、同じく筑波大学の中野嘉大が入団した。
4月25日のJ1リーグ1st7節ヴァンフォーレ甲府戦にてホーム等々力陸上競技場でのJ1リーグ戦通算100勝目を達成。
2000年から社長を務めていた武田信平が会長に就任。後任の社長には藁科義弘が就任した。
6月には、VfLボーフムに所属していた田坂祐介が3年ぶりに復帰した。
9節のFC東京戦では大久保嘉人がJ1の通算得点で横浜FCの三浦知良と並んだ。終盤に3連勝を飾り1stステージは5位で終えた。
7月にはホーム等々力に香川真司擁するブンデスリーガのドルトムントを迎えての親善試合を行ったが、試合は香川の得点を含む0-6で敗戦した。
ナビスコカップでは予選リーグ敗退となった。
2ndステージ開幕戦直後にレナトが中国・広州富力へ移籍した。リーグ戦は2ndステージ7位、年間順位は6位で終えた。また大久保がシーズン23得点を挙げ史上初となる3年連続J1単独得点王に輝いた。
天皇杯では2回戦で中国リーグ所属の松江シティFC に、3回戦でJ2の京都に勝利、4回戦では前年チャンピオンのG大阪に敗戦。
また、等々力陸上競技場のメインスタンド改修工事も完成し、3月のJ1開幕から供用された。これに合わせてチームは新スタンドのグラフィックや断面図をデザインした特別ユニフォームを試合で着用した。

#### 2016年
チームスローガン：「CHALLENGE THE FUTURE - クラブ創立20周年 新たな歴史を共に」
風間体制5年目。西部洋平が清水、船山貴之、山本真希が千葉、杉本健勇がC大阪、山越享太郎が栃木、實藤友紀が福岡、松井謙弥が大宮へ完全移籍、湘南に期限付き移籍していた可児壮隆、千葉に期限付き移籍していた安柄俊が金沢へ期限付き移籍、角田誠（清水）、中澤聡太（C大阪）、森島康仁、森下俊（磐田）はそれぞれ期限付き移籍先へ完全移籍、福森晃斗は札幌への期限付き移籍期間が延長、アルトゥール・マイアが期限付き移籍期間満了により退団した。
補強は、北九州から大塚翔平、千葉から森本貴幸、柏から狩野健太、京都から原川力、札幌から昨シーズンFC東京に期限付き移籍していた奈良竜樹、水原三星ブルーウィングスから鄭成龍（チョン・ソンリョン）、アヴァイFCからエドゥアルド・ネットを完全移籍で獲得、高木駿が期限付き移籍先から復帰、順天堂大学から長谷川竜也が入団した。大島僚太がクラブで初めて日本人選手が10番を付ける事になった。シーズン中に柏からエドゥアルドを期限付き移籍で獲得した。
1stステージは2位。
2ndステージは小林が開幕節の仙台戦から湘南戦までジュニーニョのクラブ記録を更新する6試合連続ゴールを挙げた。同試合でクラブ史上新記録となる15戦無敗を記録したのに加え、17クラブ全てに勝利した。
年間2位でクラブ史上初のJリーグチャンピオンシップ出場。チャンピオンシップ準決勝で鹿島に0-1で敗れ、総合順位としては年間3位 。
天皇杯は準決勝では大宮を下して翌2017年シーズンのACL本戦出場権獲得した。2017年1月1日に行われた天皇杯決勝では準優勝。
10月14日に風間の契約満了に伴う退任、11月7日にコーチを務めていた鬼木達の来季新監督就任が発表された。

#### 2017年
チームスローガン：Paint it Blue - Jを! 世界を! 塗りつぶせ!!
鬼木達が監督に就任。大久保嘉人がFC東京、高木駿が大分、金沢へ期限付き移籍していた安柄俊が熊本に移籍。原川力が鳥栖、中野嘉大が仙台に期限付き移籍、福森晃斗が期限付き移籍先の札幌へ完全移籍した。
補強は大宮から家長昭博、G大阪から阿部浩之、新潟から舞行龍ジェームズを完全移籍で獲得、エドゥアルド・ネット、エドゥアルドが完全移籍に移行、ユースから田中碧、桐光学園高校からタビナス・ジェファーソン、愛知学院大学から知念慶が入団した。
2017年のJ1は連敗が一度もなく19節の磐田戦以降15戦を無敗で突き進み、最終節大宮戦では5-0の勝利し、悲願のリーグ優勝。クラブ創設21年目にして初めての主要タイトル獲得を達成した。1999年のJ2発足初年度に所属していたクラブとして初のJ1リーグ優勝 Jリーグ史上4チーム目の2年連続勝ち点70以上となり、リーグ優勝が得失点差で決まったのはJリーグ史上初。年間4敗は2005年に1シーズン制が始まってからはリーグ史上最少タイで、4敗でのリーグ優勝は史上最少。得失点差+39でのリーグ優勝は史上最多タイ。最終節まで1度も首位に立たずに逆転優勝したのは2007年の鹿島に次いで、連勝は長くても3で止まっていた為4連勝以上を記録せずにリーグ優勝を果たしたのは2012年の広島に次いでいずれも史上2例目である。
個人では、鬼木が優勝監督賞を受賞したほか、23得点を記録した小林が最優秀選手賞と得点王を受賞した。また小林に加え、エウシーニョ、車屋、中村がベストイレブンに、さらにこの4人に加え、谷口、阿部、大島の7選手が優秀選手賞に それぞれ選出された。
3シーズンぶりの出場となったACLは水原三星ブルーウィングス、広州恒大淘宝、香港の東方足球隊と同組。グループステージを首位で通過した。決勝トーナメント準々決勝では浦和とのJリーグクラブ同士の対決で第1戦は3-1で勝利、第2戦もエウシーニョのゴールで先制するも興梠慎三のゴールで1-1の同点にされると車屋が退場した事で10人となってしまい、ズラタン、ラファエル・シルバに続け様にゴールを奪われて遂に2戦合計でも4-4と同点に追いつかれると、後半41分に高木俊幸に決められて2戦合計で4-5と2戦合計4-1からの逆転負けでベスト8敗退となってしまった。
ルヴァンカップではACL出場に伴って決勝トーナメントからの出場。初戦のFC東京には2戦合計7-1で3年ぶりに準決勝に進出。準決勝はベガルタ仙台と対戦。第1戦の前半は0-3とリードを許したが、後半アディショナルタイムに知念がプロ初ゴールを奪う等2-3として望みを繋ぐと等々力での第2戦では三好がシーズン初ゴールを決めたが、後半にセンターバックの奈良が退場し一時は2戦合計4-4となるも途中出場の長谷川の追加点で2戦合計5-4とし、8年ぶり4度目の決勝進出を果たした。決勝戦はセレッソ大阪と対戦。早々に奈良に代わって先発のエドゥアルドがクリアを空振りした末杉本に先制ゴールを奪われ、その後も得点を奪えずアディショナルタイムに前掛かりになった所をカウンターでソウザにゴールを奪われ試合終了。Jリーグカップ決勝で史上初の4試合ノーゴール かつJリーグカップ決勝の連敗が最長の4となった。

#### 2018年
チームスローガン：GO Sensational ! センセーションを巻き起こせ!
鬼木体制2年目。狩野健太、大塚翔平が契約満了、井川祐輔が香港の東方足球隊、森本貴幸が福岡、JFL・今治へ期限付き移籍していた可児壮隆が鳥取へ完全移籍、板倉滉が仙台、三好康児が札幌に期限付き移籍、中野嘉大（仙台）、原川が期限付き移籍先の鳥栖へ完全移籍、ハイネルが期限付き移籍期間満了で退団した。
補強はFC東京から2シーズンぶりに加入する大久保、横浜FMから齋藤学、鹿島 から赤﨑秀平、山形から鈴木雄斗、湘南から下田北斗を完全移籍で獲得。ポープ・ウィリアムが完全移籍に移行し、阪南大学から脇坂泰斗、流通経済大学から守田英正が入団した。
初出場したFUJI XEROX SUPER CUPでは、C大阪と対戦。小林、大久保が得点するも2-3で敗れ準優勝。
リーグ戦では、昨年の第20節のFC東京戦から第4節の名古屋戦までクラブ新記録となる19試合連続無敗を記録。2年連続で出場したAFCチャンピオンズリーグ2018では、ヒュンダイ・A・リーグ2位だったメルボルン・ヴィクトリー、中国スーパーリーグ2位の上海上港集団、韓国FAカップ優勝の蔚山現代と同組であったが、グループステージ敗退。エドゥアルド・ネットが名古屋に、大久保が磐田に移籍した。
ACLに出場していた関係で2年連続で決勝トーナメントからの出場で、YBCルヴァンカップでは鹿島と対戦。カシマスタジアムでの準々決勝1stレグでは開始19分で先制を許すも、その12分後に知念慶がPKを決めて1-1のドロー。しかしホームの等々力が第87回日本学生陸上競技対校選手権大会で使われる為使用出来ず、味の素スタジアムで開催された2ndレグでは、前半に2ゴールを奪われ、後半阿部のゴールで1点を返すも準々決勝敗退。
天皇杯は準々決勝で山形に2-3敗戦。
リーグ戦は、11月3日の第31節柏戦で3-0で勝利しクラブ史上初となる3年連続ACL出場権獲得を確定させ、11月10日に行われた第32節のC大阪戦で敗れたものの、広島も仙台に0-1で敗れた為、史上3例目となる最終節を待たずしてのリーグ優勝を達成した。これにより、Jリーグ史上5チーム目、オリジナル10以外では史上初となるJリーグ連覇を果たした。歴代のリーグ優勝チームの中で、2005年にJリーグが1シーズン制になってからは2015年からの2年間を除いて2位に12の勝ち点差をつけて優勝したのは史上最大である。得点数（57得点）と失点数（27失点と2年連続でクラブ史上最少を更新、当時Jリーグ史上3位 ）と両項目でリーグトップを記録したのも最後の中断期間を挟まずにリーグ優勝を決めたのもいずれもJリーグ史上初である。

#### 2019年
チームスローガン：EVER BLUE どこまでも高めていく
鬼木体制3年目。武岡優斗、田坂祐介、森谷賢太郎、エウシーニョが契約満了、エドゥアルドが松本、仙台に期限付き移籍していた板倉滉がマンチェスター・シティへ完全移籍、札幌に期限付き移籍していた三好が横浜FMに期限付き移籍、ポープ・ウィリアムが大分に期限付き移籍、赤崎秀平が名古屋に期限付き移籍、タビナス・ジェファーソンが岐阜に期限付き移籍した。
補強は藤嶋栄介を山口から、ジェジエウをパラナ・クルーベからそれぞれ期限付き移籍、マギーニョをヴィラ・ノヴァFCから、元ブラジル代表でロンドン五輪の得点王のレアンドロ・ダミアンをSCインテルナシオナルから、馬渡和彰を広島から、山村和也をC大阪からそれぞれ完全移籍で獲得。昌平高校から原田虹輝が入団。
2年連続出場となったFUJI XEROX SUPER CUPでは、天皇杯優勝の浦和と対戦。レアンドロ・ダミアンが決勝点を挙げ、初優勝を飾った。
ACLではシドニーFC、上海上港、蔚山現代と同組。グループリーグ3位で決勝T進出を逃した。
7月19日、チェルシーFCと「明治安田生命Jリーグワールドチャレンジ2019」にて対戦。ダミアンのゴールで1-0で勝利した。
天皇杯では、神戸に敗れ4回戦で敗退。
YBCルヴァンカップは3年連続で決勝トーナメントから出場。前任の風間が率いる名古屋に等々力での第1戦は2-0で勝利し、パロマ瑞穂スタジアムでの第2戦は2-2で引き分け準決勝進出、準決勝は鹿島に等々力での第1戦は3-1で逆転勝ちし、第2戦はスコアレスドローで2年ぶりの決勝戦に進出した。決勝戦で札幌と対戦。前半10分に先制されるが、アディショナルタイムに脇坂のコーナーキックから阿部が押し込んでJリーグカップ決勝で初めての得点を挙げて前半を折り返す。後半43分に途中出場の小林が逆転弾を決めたが、後半アディショナルタイムにゴールキーパーの具聖潤も上がったコーナーキックから深井一希にヘディングで叩き込まれて2-2の同点となり延長戦に突入。延長前半4分に谷口がチャナティップの突破を止めたシーンで一度はイエローカードを提示されたが、その後VARの末に決定機阻止としてレッドカードが提示された。その直後のFKを試合前まで過去3年のJ1で当時6発決めている福森に直接決められ2-3と勝ち越されるが、延長後半4分に中村のコーナーキックから山村のシュート性で折り返した所を小林が合わせ史上8人目のJリーグカップ決勝で2ゴール。その後のPK戦では4番手の車屋が失敗するも新井が札幌の5番手・石川直樹を横っ飛びで防ぐとサドンデス戦で6番手の進藤亮佑も防ぎ5度目の決勝にして初優勝（2019年のJリーグカップ#決勝の欄も参照)。鬼木は国内3大タイトルを3年連続で獲得した日本人監督 となった。
リーグ戦では、第5節の松本戦から第20節の大分戦まで15試合連続無敗を記録。6月30日に行われた第17節の磐田戦に3-1で勝利した事で関塚、風間に次いでクラブ史上3人目のJ1監督通算50勝を84試合目というクラブ史上最速 で達成したが、上位3クラブがホームで10勝以上（横浜FMとFC東京が12勝、鹿島が11勝）挙げた一方で残留争いを強いられたクラブを中心に下位（10位以下）から7分1敗と勝ち点を取り零し、この内6クラブにホームで引き分けて シーズン12分け と勝ちきれない試合が多く、等々力での勝利数は5勝どまり。負け数が1つ減ったにも関わらず年間順位は4位と鹿島が上位3チームの中で唯一天皇杯の決勝に進出していた為、ACL出場権獲得に望みを繋いでいたが、鹿島は決勝で神戸に0-2で敗れた為4年連続のACL出場権獲得は果たせなかった。

#### 2020年
チームスローガン：GET NEXT 青き意志とともに。
鬼木体制4年目。新井章太が千葉、奈良竜樹が鹿島、名古屋にレンタル移籍していた赤崎秀平が仙台、阿部浩之が名古屋へそれぞれ完全移籍、長崎にレンタル移籍していたカイオ・セザールがレンタル移籍期間を延長し、ポープ・ウィリアムが岡山に、タビナス・ジェファーソンがG大阪に、鈴木雄斗が松本に、マギーニョが横浜FC、馬渡和彰が湘南へ、知念慶が大分にそれぞれ期限付き移籍した。またHonda FCから遠野大弥を完全移籍で獲得し福岡へ、宮城天はユースから昇格し富山へそれぞれ期限付きで移籍した。
補強は宮代大聖が復帰。レンタルで加入していた藤嶋、馬渡洋樹、ジェジエウを完全移籍で契約。ジオゴ・マテウス、イ・キョンテを期限付き移籍、丹野研太、山根視来を完全移籍で獲得。筑波大学から三笘薫、順天堂大学から旗手怜央、東海学園大学から神谷凱士、桐蔭横浜大学からイサカ・ゼインが入団した。
リーグ戦は鳥栖と引き分け開幕戦引き分けが8年連続に伸びたものの、新型コロナウイルスの影響で国内全ての公式戦が中断。8月15日の札幌戦で三笘と小林がそれぞれ2ゴールを挙げJ1で途中出場選手の2人が複数得点を挙げた史上初の記録。また小林がジュニーニョの持っていたクラブ最多得点記録を更新した。第11節C大阪戦では10連勝を達成。引き分けの制度が導入された現行の2003年以降では同一シーズンでのJ1新記録を達成した。第22節の広島戦を2-0で勝利しJリーグ史上初となる2度目の10連勝を記録。第25節のFC東京戦に勝利して12連勝を達成。クラブ史上初の神奈川ダービー（横浜FM、横浜FC、湘南）6戦全勝。11月25日、G大阪戦で5-0で勝利し2年ぶり3回目のリーグ優勝。4試合を残しての優勝はJ1史上最速。2006年に記録した延長戦廃止後の2003年以降のシーズン最多得点記録（84ゴール）を更新し、88ゴールと2回戦総当たりになった1996年以降では2位、延長戦が廃止された2003年以降では最多記録を更新した。シーズン3敗はJリーグ開幕後最小、シーズン26勝は2回戦総当たり制の現行ルールで最多記録。得失点差+57で優勝したのは1993年以降、2位に18の勝ち点差をつけて優勝したのはJリーグに勝ち点制が導入された1995年以降いずれもリーグ新記録。44試合制だった2004年のJ2でも104ゴールとJ2のシーズン最多得点記録を更新して優勝した為、J1とJ2でシーズン最多得点での優勝はJリーグ史上初である。また鬼木は国内3大タイトルを4年連続で獲得した史上初の日本人監督となった。
個人では、鬼木が2年ぶりに優勝監督賞、家長、三笘、守田、田中、谷口、ジェジエウ、山根、登里、鄭成龍がベストイレブンに、さらにこの9人に加え、レアンドロ・ダミアン、小林、脇坂、大島の4選手が優秀選手賞にそれぞれ選出された。なおベストイレブンに9人選出されたのは1クラブ当たりの選出数としては史上最多である。
YBCルヴァンカップは4年ぶりのグループステージステージからの参加で4年連続のプライムステージ進出。ベスト8の神戸戦ではノエビアスタジアムで6-0とJリーグカップ決勝トーナメントのアウェイチーム最多得点差で勝利するも準決勝戦でFC東京に敗れてベスト4。
100回目の天皇杯はコロナウイルスの影響による日程変更のため準決勝から参加となり、J3を制した秋田と対戦。前半39分に三笘が、後半36分に田中が自身初の直接フリーキックを決め2-0で勝利。決勝はG大阪と対戦して後半10分にレアンドロ・ダミアンのスルーパスに反応して抜け出した三笘が得点。1-0で制して天皇杯初優勝。Jリーグと天皇杯の2冠を達成した。J2からスタートしたチームとしては史上初の国内3大タイトル完全制覇となった。
また、2003年からチームを牽引してきた中村憲剛が現役を引退した。

#### 2021年
チームスローガン：New Front.
鬼木体制5年目。中村が引退、湘南に期限付き移籍していた馬渡和彰が大宮に、松本に期限付き移籍していた鈴木雄斗が磐田に、岡山に期限付き移籍していたポープ・ウィリアムが大分に、G大阪に期限付き移籍していたタビナス・ジェファーソンが水戸に、下田が大分に、守田がCDサンタ・クララに、齋藤が名古屋に、カイオ・セザールが期限付き移籍先の長崎にそれぞれ完全移籍、コリチーバFCから期限付き移籍していたジオゴ・マテウスが退団した。横浜FCに期限付き移籍していたマギーニョが移籍期間を延長し、原田が鳥取に、宮代が徳島にそれぞれ期限付き移籍した。
補強は福岡から遠野、大分から知念、富山から宮城がそれぞれ期限付き移籍から復帰。大分から小塚和季、松本から塚川孝輝、名古屋からジョアン・シミッチを完全移籍で獲得。静岡学園高校から田邉秀斗、桐蔭横浜大学から橘田健人が入団した。
2年ぶりの出場となったFUJI XEROX SUPER CUPでは、Jリーグと天皇杯でいずれも準優勝のG大阪と対戦。三笘が公式戦3試合連続ゴールを挙げ、大会史上6人目の1試合2ゴールを挙げた。後半追いつかれるものの途中出場だった小林のゴールで勝ち越し2回目の優勝を飾った。
リーグ戦は開幕戦で横浜FMに2-0で勝利し、等々力開催で9年ぶりの開幕戦勝利を挙げて鬼木は監督通算85勝目。前任の風間を抜きクラブの通算監督勝利数で単独トップを挙げた後、C大阪、仙台、徳島、柏にも勝ち開幕5連勝。J2時代だった2004年の開幕3連勝を抜きクラブ史上最長となった。
4月29日の第22節・5月4日の第12節は2位・名古屋との異例の2連戦であったが豊田スタジアムで4-0、等々力で3-2と連勝した
6月27日から7月11日のACLの6試合はウズベキスタンで、帰国後の7月17日から9月1日までの国内大会の9試合はすべてアウェイの会場での試合であり、約3ヶ月間は等々力で試合をする事ができなかった。
5月16日に札幌に2-0で勝利した事で、連続無敗記録が22試合となりJ1リーグ記録を更新。5月30日に鬼木が156試合目というJリーグ史上最速かつクラブ史上初の監督通算100勝目を達成。同時に開幕からの無敗記録を更新。この記録は8月25日に行われた第26節福岡戦に0-1で敗れるまで続き、最終的にリーグ戦開幕25試合連続無敗、リーグ戦通算30試合連続無敗、公式戦42試合連続無敗の記録を残した。
11月3日、ホームで浦和と1-1で引き分け、横浜FMがG大阪に0-1で敗れた為、2年連続4回目のリーグ優勝を決めた。鬼木は国内3大タイトルを5年連続で獲得し、また一人で4回目のリーグ優勝を果たし、単独最多優勝監督となった。更に鬼木はYBCルヴァンカップと天皇杯のタイトルも1つずつ獲得しているので、獲得した国内三大大会で獲得したタイトル数は6と西野朗（G大阪時代に当たる2008年のACLも含めて）と並んで日本人監督で最多タイとなった。2年連続の年間勝ち点80以上もJリーグ史上初である。さらに、11月27日に等々力でG大阪に4-1で勝利し1996年以降ではリーグ史上初の年間勝ち点90以上。現行の勝ち点制に換算しても52試合制だった1995年のV川崎に次いで史上2番目に多い勝ち点92となった。また史上2チーム目のホームゲーム無敗を達成したのに続き、2020年の11月19日以降22戦無敗とクラブのホーム無敗記録を更新した。レアンドロ・ダミアンが23ゴールで得点王のタイトル を獲得、ジュニーニョが2007年に記録したクラブの外国人選手によるJ1最多得点記録を更新した。またシーズンは38試合に増えたにも関わらず28勝8分け2敗とシーズンの最少敗戦記録を更新した。イエローカードの枚数は18枚しか受けず、1試合平均0・47枚とJ1記録を24年ぶりに塗り替え、無警告試合は25試合で27年ぶりに塗り替えた。
個人では、鬼木が2年連続で優勝監督賞、レアンドロ・ダミアン、家長、脇坂、旗手、谷口、ジェジエウ、山根がベストイレブン。さらにこの7人に加え、橘田、登里、鄭成龍の3選手が優秀選手賞に選出された。なおこれにより、通算40人とリーグ最多ベストイレブン輩出クラブになった。レアンドロ・ダミアンが2016年の中村、2017年の小林、2018年の家長に続きチーム史上4人目のJリーグMVPに選出された。
2年ぶりのACLでは、大島が怪我からの復帰を果たすも、田中が海外移籍を前提とした渡欧によりチームを離脱しデュッセルドルフへの期限付き移籍が決定した。グループステージでは6戦合計27得点の全勝で突破。第3戦のユナイテッド・シティFC（フィリピン）戦では橘田がクラブ史上初のACLハットトリック を達成したのに続き、国内外の公式戦ではクラブ史上最多となる1試合8得点をマークした。ラウンドオブ16で蔚山現代と対戦。0-0でPK戦の末敗退。
ルヴァンカップは準々決勝で浦和と対戦。アウェイでの第1戦は家長のPKで追いつき1-1。およそ3か月ぶりのホーム等々力での第2戦は3-3のドロー。2戦合計4-4ながら等々力でアウェーゴールを3点も奪われて敗退しベスト8。
2連覇を目指した天皇杯では、2回戦でJ3のAC長野パルセイロを、3回戦でJ2千葉をそれぞれPK戦の末勝ち上がり、ベスト16ではJ1の清水を、ベスト8では鹿島を下して準決勝進出。大分との準決勝では、延長後半に小林のゴールで先制するも、下田のクロスをエンリケ・トレヴィザンに決められ同点に追いつかれこの大会3度目のPK戦の末、2番手の山村と7番手の山根が高木に止められてベスト4。結果的に、シーズンにおいてカップ戦（ACL・ルヴァンカップ・天皇杯）では1度の敗戦もなかったものの、いずれのタイトルも獲得出来なかった。

#### 2022年
チームスローガン：HEART BEATS!
鬼木体制6年目。イ・キョンテが岡山に復帰、旗手がセルティックに、長谷川が横浜FCにそれぞれ完全移籍、横浜FCに期限付き移籍していたマギーニョが期限付き移籍期間を満了し退団した。原田が長野に、宮代が鳥栖に、イサカ・ゼインが横浜FCに、神谷が藤枝にそれぞれ期限付き移籍した。
補強は横浜FCから瀬古樹、札幌からチャナティップをそれぞれ完全移籍 で獲得、ユースから五十嵐太陽と高井幸大、興国高校から永長鷹虎、桐蔭横浜大学からユース出身者の早坂勇希、流通経済大学から佐々木旭、法政大学から松井蓮之が入団した。
4月2日に行われた第6節のC大阪戦に敗れるまでに記録したホーム25試合連続無敗は浦和とG大阪に並ぶリーグタイ記録、4月10日に行われた第8節の柏戦で鬼木は通算184試合目の指揮を執り、関塚を抜いて単独最多となった。またその柏戦からACLを挟んで5月21日に行われた第14節の鳥栖戦まで5試合連続で無失点となり、クラブ新記録となったが、守備陣は前年の11月7日に駅前不動産スタジアムで行われた鳥栖戦でジェジエウを左膝の前十字靭帯と内側側副靭帯を損傷する大怪我で失った影響が大きく、前半17試合終了時点で21失点と2015年以来7年ぶりに試合の半数を終えて6年ぶりにシーズンの失点数が試合数を超えた。また攻撃陣もJ1に初めて昇格した2000年以来22年ぶりとなる16試合連続3得点未満 と得点力も低下し、左ウィングで主に先発する事の多かったマルシーニョと宮城が合わせて5ゴールと前年ベルギーへ移籍する前に8ゴールを挙げた三笘の半数を超えるのが関の山だった。7月30日にジェジエウが復帰して以降8月は全勝。試合数の違いがありながら暫定で首位にも返り咲いたがその一方でレアンドロ・ダミアンが8月20日の福岡戦で右足関節の外側靱帯損傷と右腓骨筋肉離れで離脱しシーズン終了。9月に入り湘南に1-2で敗れてJ1でクラブ史上初の神奈川ダービー3敗目を喫するとそこから1勝2分1敗と失速し、3勝1分で乗り切った横浜FMに引き離され、10月1日に当時2020年以外はリーグ戦で無敗の札幌に3-4で敗れ鬼木体制で最多にして2014年以来8年ぶりの8敗目で勝ち点差を8にまで広げられた。その後清水や京都と残留を争っていた相手や神戸に全勝し、横浜FMが当時残留争いの渦中にいたG大阪と磐田に日産スタジアムで連敗し足踏みした事もあり勝ち点差を2まで縮めて最終節まで優勝の望みを繋いだ。最終節では退場者を出しながらもFC東京に勝利する意地を見せたが、横浜FMも勝利した事で最終順位は2位。ジェジエウがピッチにいない時に（途中交代で退いた時も含めて）前年と同じ28失点と全42失点の66%にのぼり、2010年以来12年ぶりにアウェー6勝どまり。18クラブ中唯一ホームの等々力で勝ち点40以上（43）を記録しながらアウェーでの勝ち点が23と優勝した横浜FM（勝ち点29）だけではなく7位の柏（勝ち点26）、4位の鹿島や5位のC大阪（いずれも勝ち点25）よりも少なく、特に敵地で下位（10位以下）のクラブ相手に3勝3分け3敗の勝ち点12 と取り零し続けた事が祟り2019年に続いてまたしても横浜FMにリーグ3連覇を阻まれた。なお去年も横浜FMと共にワンツーフィニッシュとなった為、同県同士のクラブが2年連続で2位以内に入ったのはJリーグ史上初である。
2年連続9回目の出場となったAFCチャンピオンズリーグはマレーシアでグループリーグが集中開催された。マレーシア・スーパーリーグ王者・ジョホール・ダルル・タクジム、Kリーグ1で2位の蔚山現代、中国スーパーリーグの広州足球倶楽部と同組。広州に2勝したものの3勝2分1敗でグループIの2位。しかしACLに参加する予定だった上海海港足球倶楽部が上海での新型コロナウイルス拡大に伴って参加を辞退した為例年とは違うレギュレーション により5月を待たずしてグループステージ敗退が決定した。
天皇杯は札幌大学に5-0で勝利したものの、当時J2で11位だった東京Vに0-1で敗れ8年ぶりの3回戦敗退。なおカタールワールドカップが11月21日から12月18日にかけて開催される関係で日程が大幅に前倒しになった為、前身の富士通サッカー部時代も合わせて1977年に初出場して以降6月中に天皇杯で敗退したのはクラブ史上初である。
ACLに出場した関係でプライムステージから参加となったYBCルヴァンカップは準々決勝でC大阪と対戦。トップチーム関係者が新型コロナウィルスの陽性判断を受け、ベンチメンバーをゴールキーパー3人で埋めなければならなかったヨドコウ桜スタジアムでの第1戦は脇坂のゴールで1-1。等々力での第2戦はマルシーニョの2ゴールで2戦合計3-1とリードするも後半ATに加藤陸次樹に、実質ラストプレーで山田寛人にヘディングで押し込まれて痛恨の引き分け。2年連続で2点のリードを試合終了間際に途中出場の選手に奪われてアウェーゴール差による準々決勝敗退となった。なお2006年にJリーグカップ決勝トーナメントにアウェーゴール制度が導入されて以降2年続けてアウェーゴールで敗退したのはJリーグカップ史上初である。
この年は、国内とアジアの合わせて5つのタイトル獲得に挑戦しながらジェジエウの離脱時にスーパーカップとACLと天皇杯のタイトルを失い、6年ぶりに無冠でシーズンを終えた。

#### 2023年
チームスローガン：Exceed_
鬼木体制7年目。知念が鹿島に、イサカ・ゼインが山形に、丹野が岩手に、谷口がアル・ラーヤンにそれぞれ完全移籍、原田が長野に、田邊が千葉に、五十嵐が山口にそれぞれ育成型期限付き移籍、神谷が甲府に、宮城が長崎にそれぞれ期限付き移籍した。
補強は鳥栖から宮代が期限付き移籍から復帰。湘南から瀬川祐輔、京都から上福元直人、柏から大南拓磨を完全移籍で獲得。ユースから　大関友翔、松長根悠仁、桐蔭横浜大学から山田新、履正社高校から名願斗哉が入団した。
横浜FM対甲府による富士フイルムスーパーカップのハーフタイムに行われた最後のJリーグマスコット総選挙でワルンタは2位に入賞。それまでは2015年のふろん太が6位だったので、過去最高順位と共にクラブ史上初のトップ3に入った。
AFCチャンピオンズリーグの開催時期が秋に変わった為、全クラブ参加となったJリーグYBCルヴァンカップでは、J2の清水、浦和、湘南と同組。センターバック中心に怪我人が続出した状態で開幕し、清水に2-3とJ2のクラブも参加する制度に変わった2019年以降では初めてJ2のクラブに敗れ、湘南と浦和にホームで2戦連続スコアレスドロー。4節の清水に6発大勝したものの、マルシーニョが左ハムストリング肉離れで離脱した状態で臨んだ第5節の浦和戦で瀬川のゴールで先制するも逆転負け。レモンガススタジアムで湘南に2点ビハインドからの逆転勝ちを収めたが、直接対決のレギュレーションが優先される為、7年ぶりのグループリーグ敗退となった。
年明け早々にレアンドロ・ダミアンが右足関節の手術で合流が遅れ、1月のトレーニング中に小林が左第5趾基節骨骨折で、翌月のトレーニングでは登里が左ヒラメ筋肉離れでそれぞれ開幕戦を棒に振った中で始まったリーグ戦では、開幕戦の横浜FM戦に敗北しジェジエウがレッドカードで退場した上に車屋が右ハムストリングの肉離れで2年連続の開幕戦負傷退場。3節の湘南戦でそのジェジエウが左膝外側半月板損傷で、4節の新潟戦では2節の鹿島戦で退場したセンターバックの山村 とインサイドハーフの大島がそれぞれ負傷交代と離脱者続出に歯止めがかからなかった上、センターバックの高井がウズベキスタンで行われたAFC U23アジアカップの代表招集で失っていた事も重なってしまい、千葉に育成型期限付き移籍で放出していた田邊(千葉では2試合で22分しか出場出来ず)を復帰させても最終ラインが手薄となった序盤は9節終了時点で2勝3分4敗と負けが先行する形となった。その田邊も4月7日のG大阪戦で左膝の内側側副靭帯を損傷し全治4～5か月の離脱を余儀なくされ、その後3連勝を飾るが連敗も目立ち、かつて圧倒的な強さを誇ったホーム等々力で競り負ける試合が増えた。第29節で新潟に2-3で敗れた事で、5試合を残して優勝の可能性が消滅した。鹿島には相性の良さを発揮し、3年連続のシーズンダブルを達成した一方で残留争いのG大阪、昇格したばかりの新潟にシーズンダブルを食らう等不安定だった。
また、10月29日に行われた第31節の柏戦で遠野がレッドカードを受け、シーズン7枚目かつ7人目の退場者を出す。当時J2だった2002年と2003年の6枚を抜き、加えて全員違う選手 が退場処分を受けている為、レッドカードの枚数・選手共にクラブ史上最多。しかもその内車屋以外の6枚は全て一発退場だったので、J2が創設される前の1993年から1998年までを含めても一発退場を受けた人数でJ1最多タイ となってしまった。
また、前述のマルシーニョが左ハムストリング肉離れで、レアンドロ・ダミアンが前述の右足関節の手術に加えて、6月21日に左足関節捻挫で再び離脱し、前年に推定4億6500万円で獲得したチャナティップが全公式戦で3ゴール3アシストしか出来なかっただけではなくフル出場すら1試合も出来ないまま6月にパトゥム・ユナイテッドに移籍する等外国人選手も苦しんだ為、開幕戦から外国人選手のノーゴールが続きリーグ戦での初ゴールは、開幕して27戦目にあたる9月15日に等々力で行われたFC東京との多摩川クラシコでマルシーニョが決めるまで待たなければならず、ガラタサライから補強しクラブ史上初のヨーロッパ諸国出身選手となったバフェティンビ・ゴミスを獲得してもゴールを奪えず、外国人選手のゴール数は5（マルシーニョとジョアン・シミッチが1ゴール、レアンドロ・ダミアンが3ゴール）と「富士通川崎フットボールクラブ」から公募で現在のクラブ名になって1997年から2年間戦ったジャパンフットボールリーグ時代も含めてクラブ史上最少タイと足を引っ張ってしまい、最終順位は2012シーズン以来11年ぶりの8位で2013シーズン以降では最低記録となった。しかし、天皇杯では順調に勝ち進み2回戦では等々力で栃木県代表の栃木シティFC、3回戦では水戸市にあるケーズデンキスタジアムでJ2の水戸、ベスト16では高知市にある高知県立春野総合運動公園陸上競技場で高知県代表の高知ユナイテッドを次々と倒し、準々決勝ではデンカビッグスワンスタジアムで新潟に120分間の末3-3でPK戦の末勝ち進み2年ぶり3回目の準決勝進出。等々力では福岡に4-2で勝って3年ぶり3回目の決勝進出。決勝での柏戦で120分間スコアレスドローでPK戦 の末3年ぶり2度目の優勝を果たし、来季のACL出場権を獲得した。なおACL出場権を獲得するのは4年連続でクラブ史上最長である。また鬼木は西野を抜いて日本人監督最多となる7個目の国内三大タイトル獲得となり、鹿島時代に率いたオズワルド・オリヴェイラの6個を抜いて1クラブでの最多タイトル獲得となった。

#### 2024年
チームスローガン：Mind-1 NEXT　心をひとつに、その先へ
鬼木体制8年目。宮代が神戸に、登里がC大阪に、山根がLAギャラクシーに、ジョアン・シミッチがサントスに、神谷が甲府に、山村が横浜FMにそれぞれ完全移籍、五十嵐がレンタル移籍期間を延長し、松長根・大関が福島に、永長がザスパ群馬に、名願が仙台にそれぞれ育成型期限付き移籍した。
補強は山形から宮城が、町田から松井が期限付き移籍から復帰。甲府から三浦颯太、名古屋から丸山祐市、ゴイアスからゼ・ヒカルド、バイーアからパトリッキ・ヴェロン、サンパウロからエリソン、G大阪から山本悠樹を完全移籍で獲得。ユースから由井航太、桐蔭横浜大学から山内日向汰、静岡学園高校から神田奏真が入団した。
天皇杯優勝で、2年ぶりの出場となった富士フイルムスーパーカップでは、前年Jリーグ王者の神戸と対戦して1-0で勝利し3年ぶり3回目の優勝を果たした。
この大会から秋春制に変わったACLではグループIに入り、パトゥム・ユナイテッド、ジョホール・ダルル・タクジムFC、蔚山現代と同組でその蔚山にも勝って5勝1分の無敗で1位通過し、決勝トーナメント1回戦は山東泰山と対戦。済南オリンピック・スポーツセンターでの第1戦は新加入のエリソンが移籍後初ゴール、マルシーニョ、家長と3点を奪って勝ったものの2点を失い3-2。引き分け以上で勝ち上がるUvance とどろきスタジアム by Fujitsuでの第2戦は前半8分に大南が自陣ペナルティーエリア手前で李源一に奪われた末クロスに合わせたクリザンにヘディング弾を決められ、僅か8分で1点リードしていた2戦合計スコアを3-3にされたのに続き、前半25分、脇坂のコーナーキックがミスキックになってカウンターを浴び、左サイドのヴァレリ・カザイシュヴィリに右足アウトサイドでアーリークロスを入れられると、これに正面で飛び込んだ高准翼に決められて25分で2戦合計で3-4と逆転される。6分後に山本のスルーパスに抜け出した三浦（グループリーグは移籍元である甲府の一員で戦っていた）がプロ初ゴールで折り返し、後半14分にエリソンの公式戦2試合連続ゴールで2-2とし2戦合計で5-4で逆転するも後半28分にクリザンにまたしてもゴールを奪われて2-3とされると、延長戦突入が濃厚になったアディショナルタイムにコーナーキックの流れからセンターバックのジャジソンに押し込まれて2-4とされて試合終了。いずれもベスト8で2009年の名古屋、2017年の浦和に続いて決勝トーナメント第1戦で勝利しながら第2戦をそれ以上の点差で落としてしまい、今大会初黒星がベスト16敗退となった。
2連覇を目指す天皇杯は初戦となる2回戦のソニー仙台には2-0で勝利したものの、レゾナックドーム大分で大分に1-3で敗れて3回戦で敗退。2021年の準決勝に続いてまたしても大分に天皇杯2連覇を阻まれる結果となってしまった。
YBCルヴァンカップでは、プライムラウンドからのシード出場となったものの、準決勝で新潟に敗れてベスト4で敗退。
リーグ戦ではホーム開幕戦で磐田に4-5の打ち合いで、8年間負けなしだった鹿島にも敗れ東日本大震災で延期になった2011年を除きクラブ史上初めて4月は勝利なし。第10節の時点で16位と降格圏寸前にまで追い込まれただけではなく、3月30日の多摩川クラシコで橘田が決めて以降6節の横浜FM戦からクラブ史上最長タイとなる4試合連続無得点とゴールさえも奪えず、4月28日にエディオンピースウイング広島で行われた広島戦で後半20分に小林が決めるまで424分間連続無得点と2012年に記録した415分を抜いて連続無得点時間のクラブワースト記録を更新してしまった。鬼木が5月11日の札幌戦で255試合目というJ1史上最速で監督通算150勝を達成し、最終盤で東京Vと福岡に連勝して8位で終えたが、13勝13分12敗とJ2時代の2003年以来21年ぶりとなるシーズン13ドローと引き分けが嵩んで、連勝は3止まりでその他2連勝が2回だけ。広島に次ぐリーグ2位の66得点を記録した一方、60失点だったJ2時代の2001年に次ぐクラブ史上ブービーの57失点(トップハーフの順位にいるクラブでは62失点を喫した9位の横浜FMに次いでブービーである)。5月15日の鳥栖戦を2-5で落とし2回目の1試合5失点もクラブ史上初と守備も崩壊し、失点と引き分けでJ1で戦ってからの最多となってしまった。
2024年10月16日、8年間指揮した鬼木監督が契約満了で退任。
この年をもってバフェティンビ・ゴミスが現役引退。

#### 2025年
新監督に、前アビスパ福岡監督でクラブOBの長谷部茂利が就任。
4勝2敗だった6節まで前任の鬼木が率いて、残り2節を新任の長谷部が率いたAFCチャンピオンズリーグエリート2024/25はリーグフェーズ残り2節を連勝し、横浜FMに次ぐ東地区2位でノックアウトステージ進出。ノックアウトステージのベスト16では東地区7位の上海申花足球倶楽部と対戦し、上海体育場での第1戦はウィルソン・マナファのシュートがカバーに入った高井に当たり、オウンゴールで敗れたものの、舞台をUvanceとどろきスタジアム by Fujitsuに移した第2戦は佐々木、エリソン、日本での公式戦初ゴールとなった伊藤、マルシーニョのゴールラッシュによって4-0で勝ち、クラブ史上初めてホームアンドアウエー制のACL決勝トーナメントで第1戦敗れてからの逆転で8大会ぶりのベスト8進出。サウジアラビアで集中開催となる一発勝負のファイナルステージではカタール・スターズリーグ王者のアル・サッドに3-2で勝ち、4回目の挑戦にして史上初のACLベスト4に進出し過去最高成績。続く準決勝はサウジ・プロフェッショナルリーグのアル・ナスルにも3-2で勝ち、アル・アハリ・サウジとの決勝に進出。しかしガレーノの技ありシュートで先制されると、その直後に三浦が負傷で治療の為にピッチを離れ一時的に10人になった状況でロベルト・フィルミーノのクロスにフランク・ケシエにヘディングで叩き込まれて0-2で敗れ準優勝、完全アウェイの中で大健闘を見せたが、2024年のJリーグは8位で終え、リーグ戦でのAFCチャンピオンズリーグエリート2025/26出場権を既に失っている為、ACLが春秋制でエリートと2に分かれる前の時代も含めて5大会連続の出場は露と消えた。
天皇杯は2回戦で大関が去年育成型期限付きで移籍した福島ユナイテッドに勝利したものの4-3と点の取り合いとなり、3回戦では当時J3で最下位FC岐阜から3差の勝ち点21で16位に沈んでいたSC相模原に主力を起用しながら0-0の末PK戦で敗れた。

## タイトル・表彰

### 国内タイトル
- J1リーグ：4回
  - 2017, 2018, 2020, 2021
- J2リーグ：2回
  - 1999, 2004
- Jリーグカップ：1回
  - 2019
- 天皇杯 JFA 全日本サッカー選手権大会：2回
  - 2020, 2023
- スーパーカップ：3回
  - 2019, 2021, 2024

### 個人・チーム表彰
最優秀選手(MVP)
- 2016：中村憲剛
- 2017：小林悠
- 2018：家長昭博
- 2021：レアンドロ・ダミアン

ベストイレブン
- 2006：中村憲剛, 谷口博之
- 2007：中村憲剛, ジュニーニョ
- 2008：中村憲剛
- 2009：中村憲剛, 川島永嗣
- 2010：中村憲剛
- 2013：大久保嘉人
- 2014：大久保嘉人
- 2015：大久保嘉人
- 2016：中村憲剛, 小林悠
- 2017：中村憲剛, 小林悠, 車屋紳太郎, エウシーニョ
- 2018：中村憲剛, 家長昭博, 車屋紳太郎, エウシーニョ, チョン・ソンリョン, 谷口彰悟, 大島僚太
- 2020：三笘薫, 家長昭博, 守田英正, 田中碧, 谷口彰悟, 山根視来, ジェジエウ, 登里享平, チョン・ソンリョン
- 2021 : ジェジエウ,谷口彰悟,脇坂泰斗,レアンドロ・ダミアン,山根視来,家長昭博,旗手怜央
- 2022 : 谷口彰悟,山根視来,脇坂泰斗,家長昭博,マルシーニョ
- 2023 : 脇坂泰斗

得点王
- 2007：ジュニーニョ
- 2013：大久保嘉人
- 2014：大久保嘉人
- 2015：大久保嘉人
- 2017：小林悠
- 2021 : レアンドロ・ダミアン

フェアプレー個人賞
- 2009 : 川島永嗣
- 2015 : 谷口彰悟
- 2021 : 山根視来

優勝監督賞
- 2017：鬼木達
- 2018：鬼木達
- 2020：鬼木達
- 2021 : 鬼木達

Jリーグカップ最優秀選手賞（MVP）
- 2019：新井章太

Jリーグカップニューヒーロー賞
- 2006：谷口博之

功労選手賞
- 2006 : 相馬直樹
- 2014 : 伊藤宏樹
- 2021 : 中村憲剛
- 2023 : 鄭大世

### その他
- J1フェアプレー賞：8回
  - 2012, 2015, 2016, 2017, 2018，2019，2020，2021（高円宮杯受賞）
- J30ベストアウォーズ：ベストマッチ受賞

## ユニフォーム

### チームカラー
- サックスブルー[1]、    ブラック[1]、    ホワイト[1]

### ユニフォームデザイン
- 2004年から右袖に「KAWASAKI」の文字が書かれたワッペン、選手やスタッフ用には「市の花」であるツツジの刺繍が付けられている。
- 2011年のユニホーム右脇部には川崎市高津区出身の岡本太郎デザインによる「挑」の文字が付けられていた。
- 2014年の1stユニフォームは川崎市の市制90周年を記念して川崎市の全7区のシンボルマークをモチーフとした市松模様となっている。また、背番号の下にふろん太のシルエットが隠れている。ただし、ACL仕様の1stユニフォームは2ndユニフォームの色違いである。
- 2016年の1stユニフォームは「原点回帰」をコンセプトに20周年記念として創立当時のストライプ柄を採用[52]。ただしサプライヤーはペナルティではなくプーマである。
- 2016年はクラブとしては初となるカップ戦限定デザインユニフォームを採用（1stユニフォームのみ）。2009 - 2010シーズンのデザインの復刻版となっている[52]。こちらもサプライヤーはアシックスではなくプーマである。
- AFCチャンピオンズリーグについては規定によりスポンサーは1社に限られているため、FUJITSUの胸ロゴのみ[注釈 40] 表記され、左袖に大会のロゴ、背番号上には選手名（アルファベット表記）を入れている。

### ユニフォームスポンサー
| 掲出箇所   | スポンサー名        | 表記                                        | 掲出年      | 備考 |
| 胸         | 富士通              | FUJITSU                                     | 1997年 -    | 2013年 - 2015年の2ndは「ARROWS」表記 2016年 - 2017年は旧ロゴの「arrows」表記 （ACLでは1st、2nd共に「FUJITSU」表記） |
| 鎖骨       | GA technologies     | RENOSY                                      | 2018年9月 - | 左側に表記 |
| 鎖骨       | アンカー・ジャパン  | ANKER                                       | 2021年 -    | 右側に表記 2021年は「Anker Innovations JAPAN」表記                                                                  |
| 背中上部   | SMBC日興証券        | SMBC日興証券                                | 2005年 -    | 2005年 - 2007年途中は商品名の「ピーカブー」表記 2007年途中 - 2011年3月は「日興コーディアル証券」表記                |
| 背中下部   | PwCコンサルティング | pwc                                         | 2023年 -    | |
| 袖         | エバラ食品工業      | エバラ                                      | 2023年 -    | |
| パンツ前面 | 松尾工務店          | MATSUO                                      | 2021年4月 - | |
| パンツ背面 | 川崎信用金庫        | 川崎信用金庫 100 KAWASHIN 100th Anniversary | 2022年 -    | |

### ユニフォームサプライヤーの遍歴
- 1997年 - 1998年：ペナルティ
- 1999年 - 2010年：アシックス
- 2011年 - 現在：プーマ

### 歴代ユニフォーム
| FP 1st      | FP 1st      | FP 1st      | FP 1st | FP 1st |
| ----------- | ----------- | ----------- | ------ | ------ |
| 1999 - 2000 | 2001 - 2003 | 2004        | 2005   | 2006   |
| 2007        | 2008        | 2009 - 2010 | 2011   | 2012   |
| 2013        | 2014        | 2015        | 2016   | 2017   |
| 2018        | 2019        | 2020        | 2021   | 2022   |
| 2023        | 2024        | 2025 -      |        |        |
|             |             |             |        |        |

| FP 2nd      | FP 2nd | FP 2nd | FP 2nd | FP 2nd |
| ----------- | ------ | ------ | ------ | ------ |
| 1999 - 2003 | 2004   | 2005   | 2006   | 2007   |
| 2008        | 2009   | 2010   | 2011   | 2012   |
| 2013        | 2014   | 2015   | 2016   | 2017   |
| 2018        | 2019   | 2020   | 2021   | 2022   |
| 2023        | 2024   | 2025 - |        |        |
|             |        |        |        |        |

| FP Other       | FP Other                     | FP Other                              | FP Other                     | FP Other                              |
| -------------- | ---------------------------- | ------------------------------------- | ---------------------------- | ------------------------------------- |
| 2014 · ACL     | 2014 · 川崎市制 · 90周年記念 | 2015 · 新 · メインスタンド · 完成記念 | 2016 · カップ戦              | 2016 · 宇宙兄弟コラボ                 |
| 2017 · ACL 1st | 2017 · ACL 2nd               | 2017 · SUMMER                         | 2018 · ACL 1st               | 2018 · ACL 2nd                        |
| 2018 · Limited | 2019 · ACL 1st               | 2019 · ACL 2nd                        | 2019 · 川崎市制 · 95周年記念 | 2020 · Limited                        |
| 2021 · ACL 1st | 2021 · ACL 2nd               | 2021 · Limited                        | 2022 · ACL 1st               | 2022 · ACL 2nd                        |
| 2022 · Limited | 2023 · Limited               | ACL2023/24 · 1st                      | ACL2023/24 · 2nd             | 2024 · 川崎大師 · 赤札授与の · 大開帳 |
| 2024 · Limited | ACLE · 2024/25 · 1st         | ACLE · 2024/25 · 2nd                  | 2025 · Limited               |                                       |
|                |                              |                                       |                              |                                       |

### 歴代ユニフォームスポンサー表記
| 年度 | 箇所                                                        | 箇所       | 箇所                        | 箇所                                | 箇所           | 箇所                                | 箇所         | 箇所                                        | サプライヤー |
| 年度 | 胸                                                          | 鎖骨左     | 鎖骨右                      | 背中上部                            | 背中下部       | 袖                                  | パンツ前面   | パンツ背面                                  | サプライヤー |
| 1997 | FUJITSU                                                     | 解禁前     | 解禁前                      | NIFTY                               | 解禁前         | 富士通 ゼネラル                     | -            | 解禁前                                      | PENALTY      |
| 1998 | FUJITSU                                                     | 解禁前     | 解禁前                      | Fsas                                | 解禁前         | FUJITSU GENERAL                     | -            | 解禁前                                      | PENALTY      |
| 1999 | FUJITSU                                                     | 解禁前     | 解禁前                      | Fsas                                | 解禁前         | 富士通ゼネラル                      | -            | 解禁前                                      | asics        |
| 2000 | FUJITSU                                                     | 解禁前     | 解禁前                      | Fsas                                | 解禁前         | FUJITSU / GENERAL 富士通ゼネラル    | -            | 解禁前                                      | asics        |
| 2001 | FUJITSU                                                     | 解禁前     | 解禁前                      | Fsas                                | 解禁前         | 富士通ゼネラル                      | -            | 解禁前                                      | asics        |
| 2002 | FUJITSU                                                     | 解禁前     | 解禁前                      | Fsas                                | 解禁前         | 富士通ゼネラル                      | -            | 解禁前                                      | asics        |
| 2003 | FUJITSU                                                     | 解禁前     | 解禁前                      | Fsas                                | 解禁前         | 富士通ゼネラル                      | PFU          | 解禁前                                      | asics        |
| 2004 | FUJITSU                                                     | 解禁前     | 解禁前                      | Fsas                                | 解禁前         | nOEL                                | PFU          | 解禁前                                      | asics        |
| 2005 | FUJITSU                                                     | 解禁前     | 解禁前                      | ピーカブー                          | 解禁前         | nOEL                                | PFU          | 解禁前                                      | asics        |
| 2006 | FUJITSU                                                     | 解禁前     | 解禁前                      | ピーカブー                          | 解禁前         | NOEL                                | ふくしまの米 | 解禁前                                      | asics        |
| 2007 | FUJITSU                                                     | 解禁前     | 解禁前                      | ピーカブー / 日興コーディアル証券   | 解禁前         | NOEL                                | ふくしまの米 | 解禁前                                      | asics        |
| 2008 | FUJITSU                                                     | 解禁前     | 解禁前                      | 日興コーディアル証券                | 解禁前         | NOEL                                | ふくしまの米 | 解禁前                                      | asics        |
| 2009 | FUJITSU                                                     | 解禁前     | 解禁前                      | 日興コーディアル証券                | 解禁前         | 富士通ゼネラル エアコン             | PFU          | 解禁前                                      | asics        |
| 2010 | FUJITSU                                                     | 解禁前     | 解禁前                      | 日興コーディアル証券                | 解禁前         | 富士通ゼネラル エアコン             | PFU          | 解禁前                                      | asics        |
| 2011 | FUJITSU                                                     | 解禁前     | 解禁前                      | 日興コーディアル証券 / SMBC日興証券 | 解禁前         | 富士通 マーケティング               | PFU          | 解禁前                                      | PUMA         |
| 2012 | FUJITSU                                                     | 解禁前     | 解禁前                      | SMBC日興証券                        | 解禁前         | 富士通 マーケティング               | PFU          | 解禁前                                      | PUMA         |
| 2013 | FUJITSU （1st） ARROWS （2nd）                              | 解禁前     | 解禁前                      | SMBC日興証券                        | 解禁前         | 富士通 マーケティング               | PFU          | 解禁前                                      | PUMA         |
| 2014 | FUJITSU （Jリーグ仕様1st・ACL用） ARROWS （Jリーグ仕様2nd） | 解禁前     | 解禁前                      | SMBC日興証券                        | 解禁前         | 富士通 マーケティング               | PFU          | 解禁前                                      | PUMA         |
| 2015 | FUJITSU （1st） ARROWS （2nd）                              | 解禁前     | 解禁前                      | SMBC日興証券                        | 解禁前         | 富士通 マーケティング               | PFU          | 解禁前                                      | PUMA         |
| 2016 | FUJITSU （1st・カップ戦） arrows （2nd）                    | 解禁前     | 解禁前                      | SMBC日興証券                        | @nifty         | 富士通 マーケティング               | PFU          | 解禁前                                      | PUMA         |
| 2017 | FUJITSU （Jリーグ仕様1st・ACL用） arrows （Jリーグ仕様2nd） | 解禁前     | 解禁前                      | SMBC日興証券                        | @nifty         | 富士通 マーケティング               | PFU          | 解禁前                                      | PUMA         |
| 2018 | FUJITSU                                                     | - / RENOSY | - / 富士通 ビー・エス・シー | SMBC日興証券                        | 富士通エフサス | 富士通 マーケティング               | PFU          | 解禁前                                      | PUMA         |
| 2019 | FUJITSU                                                     | RENOSY     | 富士通 ビー・エス・シー     | SMBC日興証券                        | 富士通エフサス | 富士通 マーケティング               | PFU          | 解禁前                                      | PUMA         |
| 2020 | FUJITSU                                                     | RENOSY     | 富士通 ビー・エス・シー     | SMBC日興証券                        | 富士通エフサス | 富士通 マーケティング / 富士通Japan | PFU          | -                                           | PUMA         |
| 2021 | FUJITSU                                                     | RENOSY     | Anker Innovations JAPAN     | SMBC日興証券                        | 富士通エフサス | 富士通Japan                         | - / MATSUO   | -                                           | PUMA         |
| 2022 | FUJITSU                                                     | RENOSY     | ANKER                       | SMBC日興証券                        | 富士通エフサス | 富士通Japan                         | MATSUO       | 川崎信用金庫 100 KAWASHIN 100th Anniversary | PUMA         |
| 2023 | FUJITSU                                                     | RENOSY     | ANKER                       | SMBC日興証券                        | pwc            | エバラ                              | MATSUO       | 川崎信用金庫 100 KAWASHIN 100th Anniversary | PUMA         |

- この他、1997年 - 1998年は旧JFL、1999年 - はJリーグのロゴが右袖に付く。
- 1998年 - 2004年の背中スポンサー、富士通エフサス（Fsas）の会社名は「富士通サポートアンドサービス」。
- ノエル（NOEL）は、2005年途中にCIの変更によりロゴが変更されたが、2005年シーズンは旧ロゴのままで、2006年シーズンより新ロゴに変更された。
- 2007年9月30日の金融商品取引法施行に伴い、日興コーディアル証券（当時）はユニフォームでの掲示名を商品名の「ピーカブー」から自社名に変更。マスコットのピーカブーは2014年5月末まで応援マスコットとして主にホームゲームでふろん太と共に活動した。同年6月にキャラの使用権利が日興からクラブへ移籍されため頭の部分を青色にした上で公募で「カブレラ」と改名された。クラブ公式のマスコットとして活動している。
- 2013年 - 2017年の2ndユニフォーム胸スポンサーのARROWSは富士通のスマートフォン、タブレット端末のブランド名。ただし、2014年及び2017年のACL仕様の2ndユニフォームはロゴが赤色のFUJITSUとなっている。
- ARROWSのロゴは2015年途中に従来の大文字から小文字のarrowsに変更されたが、2015年シーズンは旧ロゴのまま、2016年より変更された。

## アカデミー
- 川崎フロンターレU-18
- 川崎フロンターレU-15
- 川崎フロンターレU-13
- 川崎フロンターレU-12
- 川崎フロンターレU-10

## 運営会社
- 1997年 - 2001年: 富士通川崎スポーツマネージメント株式会社
- 2002年 - 現在: 株式会社川崎フロンターレ

## 地域密着
富士通サッカー部は1996年にプロ化を推進するにあたり、Jリーグの理念に沿った地域社会との共生を目指すことをテーマに掲げた。地元川崎市の各行政区でのサッカースクール（学校巡回スクール含む）の実施といったサッカーに関わることだけでなく、地域の市民・区民まつりへの参加、市内各商店街等の行事への選手らの派遣（お年始など）、また地元商店街加盟店舗などの協賛によるマン・オブ・ザ・マッチの表彰制度「あんたが大賞」、週末のホームゲームでのサイン会等を積極的に行うように務めた。特に、クリスマスシーズンに行われる入院児への訪問活動「青いサンタクロース」は毎年恒例の奉仕活動として定着している。
ホームタウンである川崎市も2004年9月に「川崎市ホームタウンスポーツ推進パートナー」を制定。フロンターレはこの創設メンバーとして認定を受けた。また、川崎市は他の地元企業・団体、またサポーター持株会と共に、運営会社の株式の一部を取得した。現在は富士電機・富士通グループ各社のほか、川崎市に本社や事業所を持つ企業・公益法人など36の団体が出資している。2016年からは男子バスケットボールのジャパン・プロフェッショナル・バスケットボールリーグ（Bリーグ）でとどろきアリーナをホームとする「川崎ブレイブサンダース」とのコラボレーション企画を発表し、ホームゲーム同日開催時のチケット割引サービスなどを実施している。
2006年はクラブ創立10周年に当たり、川崎市商店街連合会を通じ、市内の全商店街の街灯にチームの応援タペストリーを配布。2014年には同連合会に加盟する市内全域の11地区の商店街連合会 全てと市連合会の青年部が「あんたが大賞」として、フロンターレの主催試合で最も印象に残る活躍をした同チームの選手 に各地区の名産品などの商品を贈り、持株会の理事長には川崎市商店街連合会の相談役（元会長）である和田義盛が就任している。
また広報担当者のインタビュー記事には、後援会員の75%が等々力陸上競技場と富士通本店・川崎工場のある中原区、クラブ事務所のある高津区、そして市が整備しフロンターレが指定管理者となって2006年4月に開業した「フロンタウン・さぎぬま」（フットサル場）のある宮前区の3区在住者で占められる。
川崎競馬場で2006年11月2日にJBCマイル競走の前座として「祝10周年・フロンターレ特別」が行われた。
トップチームの麻生練習場がある麻生区では2009年に「麻生アシストクラブ」が発足した。「しんゆり・芸術のまちづくりフォーラム」内に事務所が置かれ、商店街や各種団体などが構成する同クラブを川崎市役所（麻生区役所）やフロンターレが後援する形を取って、同区内での広報・支援活動を展開する事になった。同クラブでは小田急電鉄の協力も受け、麻生練習場の最寄り駅である小田急多摩線栗平駅のホーム脇陸橋に告知看板を出すなどの活動をしている。
スポーツ交流パートナー事業以外の異競技交流では大相撲・中川部屋が川崎市にある という縁で、フロンターレのファン感謝デーに中川部屋の力士をゲスト出演として招き、フロンターレの主催試合では中川部屋の所属力士が同部屋のちゃんこを販売する屋台が競技場外の広場に毎回出店されていた。また、毎年1度は同部屋の力士が等々力陸上競技場を訪れ、相撲にちなんだイベントを行う「イッツァスモウワールド」 を実施していた。2014年は開催が途切れたが、2015年4月29日のJ1・1stステージ第8節、柏レイソル戦では2年ぶりに開催され、同部屋力士によるアトラクション、特製ちゃんこなどの飲食販売、等々力陸上競技場での枡席の設置、選手入場前の呼出による両チーム名の読み上げなどが行われた。なお、この時の開催は日本相撲協会も後援し、本場所（五月場所）のチケット販売、特製焼き鳥の販売、マスコット「ひよの山」の来場、始球式では振分親方（高見盛精彦）の参加した。2016年10月に春日山部屋が閉鎖されたため2017年は開催が見送られたが、中川部屋としての再興により2018年には再開された。2019年は中川部屋勢に加え、川崎市出身久々の幕内力士となった友風勇太（尾車部屋）が参加し、始球式を行った。2020年は新型コロナウイルスの影響により開催されていない。2009年からは毎年1回、両国国技館での本場所でフロンターレが告知してサポーターが集まる中川（春日山）部屋応援ツアーが実施された。2011年も九月場所（秋場所）9日目の9月19日に実施された。春日王は2011年4月に引退したが、同年の「イッツ・ア・スモウワールド」開催日となった5月3日のジュビロ磐田戦では春日王が試合前にグラウンドに登場して引退報告と今までの支援への感謝を述べ、5月28日に行われた春日王の断髪式には武田社長が参加した。
元プロボクサーの新田渉世が川崎市多摩区に開いている川崎新田ボクシングジムとも協力関係にあり、2011年8月16日にとどろきアリーナで行われた同ジム主催の興行ではふろん太が登場し、「日本マスコット級タイトル決定戦（非公認）」として一平くん（愛媛FC応援マスコット）と対戦して勝利した後、メインイベントだった黒田雅之の日本ライトフライ級タイトルマッチでのラウンドボーイを務めた。
2009年からは地元密着のための事業の一つとして、小学6年生用のオリジナル算数ドリルを作成し市内の小学校に配布している。これはプレミアリーグのアーセナルがロンドン市と共同で毎年製作している外国語学習教材にヒントを得たもので、初年度は市内の1校のみに配布されたが、2010年は前年のナビスコ杯準優勝の賞金を原資に市内の全小学校及び特別支援学校に配布先を拡大。2011年からは川崎市からも補助金が出るようになった。このドリルを題材とした小学生と選手の交流授業「算数ドリル・ゲストティーチャー」も行われている他、2011年には東日本大震災で被害を受けた岩手県陸前高田市の小学校にも同ドリルが寄付された
2015年、旧川崎球場をリニューアルしてオープンした川崎富士見球技場（富士通スタジアム川崎）の指定管理者に、東急コミュニティーと共同で認定され、フロンターレのサッカースクール生による練習、並びにユースチームの公式戦に使用されている。
2016年3月現在、Jリーグが実施しているスタジアム観戦者調査において、2010年シーズンから5年連続で地域貢献度1位の評価を得ている。
毎試合、審判・両チーム選手入場前にサポーターが川崎市民の歌『好きです かわさき 愛の街』を歌うことが慣例となっている。
2023年3月、「Anker フロンタウン生田」を開業。

## 応援番組
- ファイト!川崎フロンターレ (tvk)
- SUKI!SUKI!フロンターレ (iTSCOM)
- VAMOS!川崎フロンターレ (FM K-City)
- 囲碁将棋と明日美のハッピーフロンターレ!!!（ラジオ日本)

## 後援会
1997年のクラブ発足当初から存在していたファンクラブと、1999年に川崎市が設立した市民後援会が合流し、2001年から現在の川崎フロンターレ後援会の形となった。愛称は「ブルーフレンズ」。後援会長は事実上川崎市長の充て職で、初代は高橋清、その後は長く阿部孝夫が務めた後、2013年11月からは福田紀彦が就任している。毎年7月1日の市制記念日 付近で行われる「市制記念試合」では、後援会長を兼任する市長が試合前に挨拶をするのが恒例となっている。
後援会員には個人・ファミリー・ジュニア（小中学生） の3種別。
2014年は27,051人で初めて2万5千人を超え、2016年に3万人、2018年に4万人、2019年には4万5千人を超えた。
| 年度   | 後援会員数 |
| 2005年 | 12,406     |
| 2006年 | 12,681     |
| 2007年 | 16,686     |
| 2008年 | 20,189     |
| 2009年 | 21,522     |
| 2010年 | 24,004     |
| 2011年 | 24,588     |
| 2012年 | 23,778     |
| 2013年 | 23,187     |
| 2014年 | 27,051     |
| 2015年 | 28,019     |
| 2016年 | 30,904     |
| 2017年 | 36,894     |
| 2018年 | 43,838     |
| 2019年 | 45,643     |
| 2020年 | 44,600     |
| 2021年 | 45,966     |

| 年代         | 後援会員数 | 百分比 |
| 0-9歳        | 3,892      | 8%     |
| 10-19歳      | 7,428      | 16%    |
| 20-29歳      | 6,212      | 14%    |
| 30-39歳      | 6,523      | 14%    |
| 40-49歳      | 10,202     | 22%    |
| 50-59歳      | 8,038      | 17%    |
| 60歳以上     | 3,656      | 8%     |
| 年齢不明     | 15         | 0%     |
| 2021年度集計 |            |        |

| 性別         | 後援会員数 | 百分比 |
| 男性         | 29,157     | 63%    |
| 女性         | 16,745     | 36%    |
| 性別不明     | 64         | 0%     |
| 2021年度集計 |            |        |

地域別では川崎市在住者が26,104人で全体の57%を占める。川崎市外の会員数では横浜市が4,032人で最も多く、次いで中原区に隣接する東京都大田区、世田谷区などとなっている。

## 企画等

### コラボ企画
- 2005年 NHK教育「ピタゴラスイッチ」「アルゴリズムこうしん」で「川崎フロンターレのみなさんといっしょ」として我那覇和樹・鬼木達・寺田周平・今野章・アウグスト・ふろん太がいつもここからの二人と行進を行った。
- 2005年～ ガンプラ（ガンダムプラモ）
- 2007年
  - エースをねらえ!／4月15日の清水戦。Jリーグ加盟以来勝利を挙げていなかった清水を相手に「エス（パルス）をねらえ!」と題して初勝利を目指そうという企画を行った[75]。この時はアニメの「エースをねらえ!」で岡ひろみ役を演じた高坂真琴が「このゲームは絶対に負けられない!!  打倒オレンジ、ついに完結よ!!」といったフレーズの宣伝を行った。
  - 川崎麻世／6月30日の神戸戦で、川崎市のスポンサードマッチ「川崎市制記念試合」（7月1日の市制施行記念日に合わせた記念試合）を実施[76]。その試合で川崎麻世が「YOUNG MAN (Y.M.C.A.)」をハーフタイムショーとして熱唱。
    - なお、川崎市制記念試合では川崎市により市民が招待されているが、2004年（市制施行70周年）から2006年までは当時川崎市内在住だった西城秀樹が毎年招聘され、ハーフタイムショーに出演していた。2008年から西城が再び出演するようになった。西城は死去する前年の2017年まで出演し、以降もハーフタイムショーでゲストがヤングマンのショーを行っている。

  - 朝日放送（現：朝日放送テレビ）・パネルクイズアタック25／8月25日のガンバ大阪戦の試合において、同番組とのコラボレーション「アタック25日」を開催[77][78]。博多華丸が児玉清の物まねで「フロンターレ!!  大事なアタックチャーンス!!」とPRした他、同番組の特徴である回答者のカラーの入れ替わり（ガンバの青からフロンターレの水色）のパフォーマンスをバックスタンドのフロンターレ応戦席で行った。
  - あいのり／5月11日のAFCチャンピオンズリーグ・アレマ・マラン（インドネシア）戦で、同大会初出場・初の決勝ラウンド進出決定の時にサポーターがそれをパロディー化した「はつのり」のTシャツを着用し祝福[79]。
  - プロジェクトX〜挑戦者たち〜／9月に行われるアウェーでの鹿島（9月1日）、柏（9月22日）の試合を、ホームタウンの頭文字が全て「K」（川崎=Kawasaki、鹿島=Kashima、柏=Kashiwa）で始まるということ、更に「決戦の9月」という意味合いも込めて、大応援団を川崎から繰り出そうという「プロジェクトK（打倒!!  鹿島&柏）」なる試みを行った[80]。なお、2006年のホーム鹿島戦ではスキージャンプ競技の極限点になぞらえた「K点越え」キャンペーンを実行した。
  - スポンサーのとんかつ和幸協賛の下、パロディー弁当が発売された[78]。なお、このパロディー弁当が発売されると必ずチームは勝利を挙げている。
    - 清水戦／「カツのよ!!フロンターレ弁当」（オレンジデザート入りのとんかつ弁当）
    - 神戸戦／「マヨわずカツ弁当」（とんかつにタルタルマヨネーズソースが添付されている）
    - G大阪戦／「アカッツ!!  チャンス!!弁当」（当日発売されたカツ弁当の半数に幸運をもたらすといわれる「ラッキーメンチカツ」が挿入されている）
- 2008年、漫画『GIANT KILLING』
  - 9月20日開催の多摩川クラシコ（対FC東京）のポスターイラスト、およびトレーディングカードにツジトモ書き下ろしで同作の登場人物『達海猛』のイラストが使われた。
- 2009年
  - TVアニメ『天体戦士サンレッド』
    - 中村、井川、谷口の3選手、社長の武田、マスコットキャラクター・ふろん太とその家族との共演アニメ（全4話）が制作され、『ファイト!川崎フロンターレ』内で放送された[81]。『サンレッド』のDVD2〜5巻に映像特典として収録された。コラボレーション企画の一環として、髭男爵が開幕戦で始球式を行った（両者とも、同作のアニメに声優として出演）。

  - 山形戦にて、新たにスポンサーになったDoleより、アウェー応援サポーターを含む来場者全員にバナナ1房をプレゼントした。
- 2010年
  - 麻生グランド近くに住んでいるということで平泉成が開幕キャンペーンに出演。開幕戦には始球式も務める。
  - ファン感謝デーにおいてピラメキーノ。スタジアムにピラメキパンダが登場し選手と一緒にピラメキたいそうを踊ったほかレギュラー[注釈 49] が聞いた質問に選手が答えた。
- 2011年～2014年、コンビニエンスストアのローソン（高津駅前店）とコラボ店舗を営業した[82]。
- 2012年
  - 漫画・映画『テルマエ・ロマエ』[83]。
  - 6月30日、フォーミュラ・ニッポンとコラボし、等々力の陸上トラックをフォーミュラカーが走った[84]。同年11月に富士スピードウェイで開催されたJAFグランプリでは、フォーミュラ・ニッポン予選での最高速度上位3名を『フォーミュラ・ニッポン 川崎フロンターレ賞』として表彰した。
- 2013年～ 東日本旅客鉄道（JR東日本）武蔵中原駅の発車メロディとしてフロンターレの応援歌「FRONTALE2000」「FRONTALE20000」が採用された[85]。
- 2014年5月3日、甲府戦で「笑点」（日本テレビ）とコラボ。水色の着物で大喜利に出演している落語家の三遊亭小遊三（山梨県出身）が来場し、始球式も務める。
- 2014年～ 東日本旅客鉄道（JR東日本）武蔵小杉駅の発車メロディとしてフロンターレの応援歌「ナンバーワン野郎!」（ザ・クロマニヨンズ）が採用された[86]。
- 2016年、漫画『宇宙兄弟』及びJAXA（宇宙航空研究開発機構）とコラボ[87]。毎年恒例の算数ドリルも宇宙兄弟及びJAXAとのコラボレーション仕様として製作される。
- 2020年
  - 7月15日から2021年1月31日にかけて、SCRAPが周遊型の体験型ゲーム・イベント「川崎フロンターレ 絶体絶命からの脱出」を開催した。
  - 12月9日にTBSで放送されたクイズバラエティ「東大王」で、「川崎市にあるJリーグのクラブチーム」を解答する問題で芸能人チームの解答者の一人だったゆきぽよが、「マドレーヌ」と誤答したことがきっかけとなり、「ふろん太」の焼き印を入れた「川崎マドレーヌ」が発売された。
- 2021年、有吉の壁／4月21日放送の同番組で、チョコレートプラネットが披露したコントの中でのセリフ「川崎のフロンターレ」に呼応する形で、5月4日の名古屋戦にて「チョコのプラネット」という名称の洋菓子を発売した[88]。
- 2022年
  - 8月13日京都サンガ戦で「フロンターレ26周年記念・ボーイズビーアンビシャス」[89] と題した格闘技とのコラボ企画を開催する予定であった。基は2020年2月29日の北海道コンサドーレ札幌戦で、新日本プロレスとのコラボレーションで、真壁刀義の来場も予定されていた[90] が、コロナの感染拡大によるJリーグ自体の開催中止に伴いこのイベントも中止となり、2年越しの開催となる予定であったもので、RIZIN所属キックボクサーの矢地祐介、所英男、"ブラックパンサー"ベイノア、川崎新田ボクシングジム所属プロボクサーらのエキシビション、那須川天心による始球式、大仁田厚が出場するJリーグ史上初の「電流爆破マッチ」を含むプロレスの試合2試合（男女1試合づつ）、元プロボクサー・黒田雅之の引退セレモニーとスパーリング公開、またウェブ通販限定の企画として「RIZIN×FRONTALEオープンフィンガーグローブ」の販売[91] が予定されていた。しかし、台風8号の接近が予想されるため、一部のエキシビションとプロレスの試合は中止[92] し、大仁田による試合会場でのスピーチ、那須川の始球式など、一部のみ実施[93] することに一度変更されたが、台風の接近が試合時間と重なるため、試合自体が延期となり、またもイベントそのものも中止となった[94]。なお京都戦の代替え・10月12日ではこれらのイベントは順延されなかった[95] が、黒田は8月27日に行われた鹿島戦の試合前のアトラクションで改めて引退セレモニーのみを開催[96]、またフィンガーグローブは同年12月31日に「RIZIN40」が行われることを受けてそのタイミングで発売された[97]。
  - 8月31日サガン鳥栖戦で「LDH JAPAN×川崎フロンターレ　川崎市制記念試合」を開催した。GENERATIONSから中務裕太をゲストに招き、「Y.M.C.A」の歌謡ショー（ハーフタイム）のほか、コロッケによるモノマネパフォーマンスなどを行う[98]。

## アウェイゲーム観戦ツアー
- 2007年10月28日のFC東京ホームゲームの多摩川クラシコで、多摩川の「丸子の渡し」を約70年ぶりに復活させて船で東京へ乗り込むアウェイツアーを実施[99]。
- 2009年4月12日の対清水エスパルス戦は、「何もしない」プロモーションを実施した。これはJ参入以降清水にアウェーで勝利したことがなく、それを打破するために2006年から3年続けて大々的なアウェーツアーをしたものの勝利できないことから、あえて「何もしない」こととした。なお、当日の試合は敗れ、清水戦アウェー未勝利は2011年まで続いた[100]。
- 2009年5月24日のホームの多摩川クラシコで、試合前日の23日の夜に横浜から伊豆大島へフェリーで行き、試合当日の24日に大島空港から飛行機で味の素スタジアムの隣にある調布飛行場へ行くという「多摩川クラシコエアーツアー」を実施しました[101]。
- 2009年7月11日のアルビレックス新潟ホームゲームのアウェイツアーではそれまで新潟に10連敗していたため、「新潟戦11連敗阻止キャンペーン『11回目のプロポーズ』」と題し、全員そろいの川崎のチームカラーパジャマを着て貸切列車で移動するというツアーを実施。帰りの貸切夜行列車では、新潟まで来たふろん太らが見送っていた[102]。
- 2009年10月7日の鹿島アントラーズとの16分間の再試合では、1,000円のバスツアーを実施。平日の再試合にも関わらずバス25台の規模となった。[103]

## 決算

### 損益
| 年度 | 収入  | 広告料 | 入場料 | 配分 | その他 | 費用  | 事業費 | 人件費 | 管理費 | 利益 | 純利益 |
| 2006 | 2,780 | 1,630  | 391    | 368  | 391    | 2,765 | 2,319  | 1,535  | 446    | 15   | 2      |
| 2007 | 3,105 | 1,683  | 524    | 385  | 513    | 3,096 | 2,600  | 1,639  | 496    | 9    | 24     |
| 2008 | 3,320 | 1,857  | 484    | 354  | 625    | 3,250 | 2,721  | 1,743  | 529    | 70   | 9      |
| 2009 | 3,604 | 1,829  | 626    | 393  | 756    | 3,543 | 3,029  | 1,951  | 514    | 61   | 6      |
| 2010 | 3,540 | 1,856  | 603    | 298  | 783    | 3,493 | 2,831  | 1,743  | 662    | 47   | 7      |

出典: 各年度のJクラブ決算一覧。
2005、
2006、
2007、
2008、
2009、
2010
金額の単位: 百万円
人件費は事業費に含まれる。
| 年度 | 収益  | 広告料 | 入場料 | 配分 | 育成 | その他 | 費用  | 人件費 | 試合 | トップ | 育成 | 女子 | 販売  | 利益 | 純利益 |
| 2011 | 3,275 | 1,738  | 554    | 213  | 157  | 613    | 3,212 | 1,587  | 165  | 239    | 95   | 0    | 1,126 | 63   | 42     |
| 2012 | 3,073 | 1,373  | 558    | 214  | 158  | 770    | 3,005 | 1,428  | 179  | 235    | 73   | 0    | 1,090 | 68   | 33     |
| 2013 | 3,214 | 1,702  | 540    | 218  | 164  | 590    | 3,170 | 1,557  | 174  | 262    | 75   | 0    | 1,102 | 44   | 21     |
| 2014 | 3,359 | 1,794  | 571    | 228  | 171  | 595    | 3,288 | 1,546  | 185  | 269    | 74   | 0    | 1,214 | 71   | 44     |
| 2015 | 4,077 | 1,569  | 777    | 197  | 179  | 1,355  | 3,977 | 1,685  | 190  | 430    | 50   | 0    | 1,622 | 100  | 61     |

出典: 各年度のJクラブ決算一覧。
2011、
2012、
2013、
2014、
2015
金額の単位: 百万円
| 年度 | 収益  | 広告料 | 入場料 | 配分  | 育成 | 物販 | その他 | 費用  | 人件費 | 試合 | トップ | 育成 | 女子 | 物販 | 販売  | 利益 | 純利益 |
| 2016 | 4,254 | 1,809  | 907    | 222   | 168  | 476  | 672    | 3,923 | 1,643  | 195  | 279    | 44   | 0    | 378  | 1,384 | 331  | 217    |
| 2017 | 5,123 | 1,854  | 1,038  | 495   | 183  | 563  | 990    | 4,730 | 2,339  | 229  | 298    | 60   | 0    | 420  | 1,384 | 394  | 261    |
| 2018 | 6,074 | 1,478  | 975    | 1,416 | 196  | 869  | 1,140  | 5,599 | 2,614  | 222  | 326    | 67   | 0    | 576  | 1,794 | 475  | 322    |
| 2019 | 6,969 | 2,143  | 1,042  | 1,792 | 216  | 835  | 941    | 6,168 | 2,958  | 260  | 359    | 78   | 0    | 689  | 1,824 | 801  | 562    |
| 2020 | 5,445 | 2,097  | 435    | 1,139 | 160  | 678  | 936    | 5,662 | 3,036  | 195  | 363    | 47   | 0    | 490  | 1,531 | -217 | -131   |

出典: 各年度のJクラブ決算一覧。
2016
2017
2018
2019
2020
金額の単位: 百万円

### 資産
| 年度 | 総資産 | 総負債 | 純資産 | 資本金 |
| 2005 | 786    | 296    | 489    | 349    |
| 2006 | 996    | 504    | 491    | 349    |
| 2007 | 1,104  | 588    | 515    | 349    |
| 2008 | 1,075  | 549    | 525    | 349    |
| 2009 | 1,097  | 566    | 531    | 349    |
| 2010 | 1,039  | 501    | 538    | 349    |
| 2011 | 962    | 381    | 581    | 349    |
| 2012 | 988    | 374    | 614    | 349    |
| 2013 | 1,241  | 607    | 635    | 349    |
| 2014 | 1,195  | 516    | 679    | 349    |
| 2015 | 2,278  | 1,539  | 739    | 349    |
| 2016 | 1,958  | 1,001  | 957    | 349    |
| 2017 | 2,234  | 1,016  | 1,218  | 349    |
| 2018 | 2,833  | 1,292  | 1,540  | 349    |
| 2019 | 3,376  | 1,273  | 2,102  | 349    |
| 2020 | 2,840  | 868    | 1,972  | 349    |

出典: 各年度のJクラブ決算一覧。
2005、
2006、
2007、
2008、
2009、
2010、
2011、
2012、
2013、
2014、
2015、
2016
2017
2018
2019
2020
金額の単位: 百万円